# Háfez al-Ásad
Háfez al-Ásad (en árabe: حافظ الاسد‎, romanizado: Ḥāfiẓ al-ʾAssad; AFI: /ˈħaːfezˤ elˈʔassad/; Latakia, 6 de octubre de 1930-Damasco, 10 de junio de 2000) fue un militar y político sirio que se desempeñó como presidente de la República Árabe Siria desde 1971 hasta su muerte en 2000. Anteriormente lo hizo como primer ministro de Siria de 1970 a 1971, así como secretario general del Partido Baaz Árabe Socialista. Fue un participante clave en el golpe de Estado de 1963, que llevó a la rama regional siria del Partido Baaz Árabe Socialista al poder en el país.
Los nuevos dirigentes designaron a Hafez como comandante de la Fuerza Aérea Siria. En febrero de 1966, Háfez participó en un segundo golpe de Estado, que derrocó a los líderes tradicionales del Partido Baaz. Hafez fue nombrado ministro de Defensa por el nuevo gobierno. Cuatro años más tarde, Hafez inició un tercer golpe de Estado, que derrocó al líder de facto Salah Jadid y se designó a sí mismo líder de Siria. Hafez impuso varios cambios al gobierno Baazista cuando tomó el poder. Subordinaba el socialismo de Estado a un modelo económico mixto y defendía la propiedad privada. Hafez también abandonó la retórica de exportar la " revolución socialista " fortaleciendo las relaciones exteriores de Siria con países que su predecesor había considerado reaccionarios. Hafez se puso del lado de la Unión Soviética y el Bloque del Este durante la Guerra Fría a cambio de apoyo contra Israel y, aunque abandonó el concepto panárabe de unificar el mundo árabe en una nación árabe, trató de presentar a Siria como el defensor de los palestinos contra Israel.
Cuando llegó al poder, Hafez organizó el estado según líneas sectarias (Los sunitas y los no alauitas se convirtieron en figuras decorativas de las instituciones políticas, mientras que los alauitas tomaron el control de los aparatos militares, de inteligencia, burocracia y seguridad). La autoridad de toma de decisiones baazista, que anteriormente había sido colegiada, fue reducida y entregada al presidente sirio. El gobierno sirio dejó de ser un sistema de partido único en el sentido normal de la palabra y se convirtió en una dictadura de partido único con una presidencia fuerte. Para mantener este sistema, el presidente y el partido Baaz crearon un culto a la personalidad centrado en Hafez y su familia. El culto a la personalidad de la familia Ásad se integró a la doctrina Baazista para dar forma a la ideología oficial del Estado. Hafez ordenó una intervención en el Líbano en 1976, que resultó en la ocupación siria del Líbano. Durante su gobierno, su régimen aplastó un levantamiento islamista liderado por los rebeldes de la Hermandad Musulmana siria mediante una serie de medidas represivas que culminaron en la masacre de Hama.
Después de consolidar su autoridad personal sobre el gobierno sirio, Hafez comenzó a buscar un sucesor. Su primera opción fue su hermano Rifaat, pero Rifaat intentó tomar el poder en 1983-1984 cuando la salud de Háfez estaba en duda. Posteriormente Rifaat fue exiliado cuando la salud de Hafez se recuperó. La siguiente elección de Háfez como sucesor fue su hijo mayor, Basel. Sin embargo, Basil murió en un accidente automovilístico en 1994 y Háfez recurrió a su tercera opción: su hijo menor, Bashar, quien en ese momento no tenía experiencia política. La decisión de nombrar a un miembro de su propia familia como su sucesor fue recibida con críticas en algunos sectores de la clase dirigente siria, pero Háfez persistió con su plan y degradó a los funcionarios que se opusieron a esta sucesión. Háfez murió en junio del 2000 y Bashar lo sucedió como presidente de Siria.

## Primeros años
Hafez nació el 6 de octubre de 1930 en Qardaha en una familia alauita de la tribu Kalbiyya. Su abuelo paterno, Sulayman al-Wahhish, recibió el apodo de al-Wahhish (bestia salvaje) por su fuerza. Los padres de Hafez al-Ásad fueron Na'sa Shalish y Ali al-Assad. Su padre se casó dos veces y tuvo once hijos. Hafez fue su noveno hijo y el cuarto de su segundo matrimonio.En la década de 1920, Ali era respetado localmente y en un principio se opuso al Mandato francés para Siria, establecido en 1923.Sin embargo, Ali Sulayman cooperó más tarde con la administración francesa y fue designado para un puesto oficial. Los residentes locales lo llamaban "al-Assad" (el león) por sus logros y en 1927 hizo de ese apodo su apellido.

### Educación y carrera política temprana
Los alauitas inicialmente se opusieron a un Estado sirio unido (ya que pensaban que su condición de minoría religiosa los pondría en peligro). Después de que los franceses abandonaron Siria en 1946, muchos sirios desconfiaron de los alauitas debido a su alineación con Francia. Hafez abandonó su aldea alauita y comenzó su educación a los nueve años en Latakia, dominada por los sunitas. Fue el primero de su familia en asistir a la escuela secundaria,pero en Latakia, Hafez se enfrentó a prejuicios anti-alauitas por parte de los sunitas.Fue un excelente estudiante y ganó varios premios cuando tenía unos 14 años  Hafez vivía en una zona pobre y predominantemente alauita de Latakia; para encajar, se acercó a partidos políticos que daban la bienvenida a los alauitas.  Estos partidos (que también defendían el secularismo) eran el Partido Comunista Sirio, el Partido Social Nacionalista Sirio (SSNP) y el Partido Baaz Árabe, Hafez se unió al Partido Baaz en 1946, mientras que algunos de sus amigos pertenecían al SSNP.El Partido Baaz (Renacimiento) defendía una ideología panarabista y socialista.
Hafez resultó ser un activo para el partido, organizando células estudiantiles del Partido Baaz y llevando el mensaje del partido a los sectores pobres de Latakia y a las aldeas alauitas.Se opuso a los Hermanos Musulmanes, que se alió con familias musulmanas ricas y conservadoras.La escuela secundaria de Hafez albergaba a estudiantes de familias ricas y pobres,y a Hafez se le unieron jóvenes musulmanes sunitas pobres y antisistema del Partido Ba'ath en enfrentamientos con estudiantes de familias ricas de la Hermandad.  Hizo muchos amigos sunitas, algunos de los cuales más tarde se convirtieron en sus aliados políticos.Siendo todavía un adolescente, Hafez adquirió cada vez más importancia en el partidocomo organizador y reclutador, jefe del comité de asuntos estudiantiles de su escuela entre 1949 y 1951 y presidente de la Unión de Estudiantes Sirios.Durante su activismo político en la escuela, conoció a muchos hombres que más tarde le servirían cuando se convirtió en presidente.

## Carrera militar
Después de graduarse de la escuela secundaria, Hafez aspiraba a ser médico, pero su padre no podía pagar sus estudios en la Universidad Jesuita San José en Beirut . En cambio, en 1950, decidió unirse a las Fuerzas Armadas Sirias. Hafez ingresó en la Academia Militar de Homs, que ofrecía comida gratuita, alojamiento y salario.  Quería volar y entró en la escuela de vuelo de Alepo en 1950. Hafez se graduó en 1955, tras lo cual fue nombrado teniente de la Fuerza Aérea Siria.Al graduarse de la escuela de vuelo, ganó un trofeo al mejor aviador, y poco después fue asignado a la base aérea de Mezzeh, cerca de Damasco.Se casó en 1957 con Anisa Makhlouf, una pariente lejana de la poderosa familia Makhlouf.
En 1955, el ejército se dividió en una revuelta contra el presidente Adib Shishakli. Hashim al-Atassi, líder del Bloque Nacional y brevemente presidente después del golpe de Sami al-Hinnawi, regresó como presidente y Siria quedó nuevamente bajo gobierno civil.Después de 1955, el control de Atassi sobre el país era cada vez más inestable.Como resultado de las elecciones de 1955, Atassi fue reemplazado por Shukri al-Quwatli, quien fue presidente antes de la independencia de Siria de Francia.El Partido Baaz se acercó al Partido Comunista no por una ideología compartida, sino por una oposición compartida a Occidente.En la academia, Hafez conoció a Mustafa Tlass, su futuro ministro de Defensa. En 1955, Hafez fue enviado a Egipto para recibir otros seis meses de entrenamiento.  Cuando Gamal Abdel Nasser nacionalizó el Canal de Suez en 1956, Siria temió represalias del Reino Unido, y Ásad voló en una misión de defensa aérea.Fue uno de los pilotos sirios que volaron a El Cairo para mostrar el compromiso de Siria con Egipto.Después de terminar un curso en Egipto al año siguiente, Ásad regresó a una pequeña base aérea cerca de Damasco. Durante la Crisis de Suez, también voló en una misión de reconocimiento sobre el norte y el este de Siria.  En 1957, como comandante de escuadrón, Assad fue enviado a la Unión Soviética para recibir entrenamiento en el vuelo del MiG-17.Pasó diez meses en la Unión Soviética, durante los cuales tuvo una hija (que murió siendo una bebé mientras él estaba en el extranjero) con su esposa.

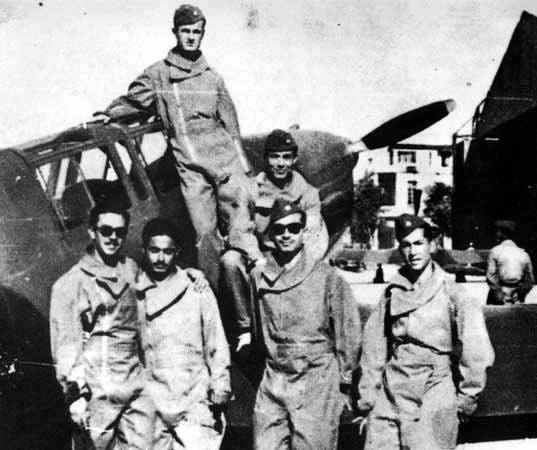
Hafez al-Ásad (arriba) de pie en el ala de un Fiat G.46-4B con sus compañeros cadetes en la Academia Siria de la Fuerza Aérea en las afueras de Alepo, 1951-1952

En 1958, Siria y Egipto formaron la República Árabe Unida (RAU), separándose de Irak, Irán, Pakistán y Turquía (que estaban alineados con el Reino Unido). Este pacto llevó al rechazo de la influencia comunista a favor del control egipcio sobre Siria. Todos los partidos políticos sirios (incluido el Partido Baaz) fueron disueltos y los oficiales de alto rango, especialmente aquellos que apoyaban a los comunistas, fueron despedidos de las fuerzas armadas sirias. Assad, sin embargo, permaneció en el ejército y ascendió rápidamente de rango.Tras alcanzar el grado de capitán, fue trasladado a Egipto, continuando su educación militar con el futuro presidente de Egipto, Hosni Mubarak.

### Carrera hasta el poder
Hafez no se conformaba con una carrera militar profesional, pues la consideraba una puerta de entrada a la política. Después de la creación de la UAR, el líder del Partido Baaz, Michel Aflaq, fue obligado por Nasser a disolver el partido. Durante la existencia de la UAR, el Partido Baaz atravesó una crisis, de la cual varios de sus miembros, en su mayoría jóvenes, culparon a Aflaq.Para resucitar la rama regional siria del partido, Muhammad Umran, Salah Jadid, Hafez y otros establecieron el Comité Militar.En 1957 Hafez ascendió a una posición dominante en el Comité Militar, lo que mitigó su traslado a Egipto. Después de que Siria abandonó la RAU en septiembre de 1961, Ásad y otros oficiales baasistas fueron retirados del ejército por el nuevo gobierno de Damasco, y a él se le dio un puesto administrativo menor en el Ministerio de Transporte.
Assad jugó un papel menor en el fallido golpe militar de 1962, por el cual fue encarcelado en el Líbano y luego repatriado.Ese año, Aflaq convocó el V Congreso Nacional del Partido Baaz (donde fue reelegido como secretario general del Comando Nacional) y ordenó el restablecimiento de la rama regional siria del partido. En el Congreso, el Comité Militar (a través de Umran) estableció contactos con Aflaq y el liderazgo civil. El comité solicitó permiso para tomar el poder por la fuerza, y Aflaq aceptó la conspiración.Tras el éxito del golpe de Estado iraquí encabezado por la rama regional iraquí del Partido Baaz, el Comité Militar se reunió apresuradamente para lanzar un golpe militar baazista en marzo de 1963 contra el presidente Nazim al-Kudsi (que Hafez ayudó a planificar).El golpe estaba previsto para el 7 de marzo, pero anunció un aplazamiento (hasta el día siguiente) para las demás unidades.Durante el golpe, Hafez lideró un pequeño grupo para capturar la base aérea de Dumayr, 40 kilómetros al noreste de Damasco.Su grupo fue el único que encontró resistencia.Algunos aviones en la base recibieron la orden de bombardear a los conspiradores, y debido a esto Hafez se apresuró a llegar a la base antes del amanecer.Sin embargo, como la rendición de la 70.ª Brigada Blindada tardó más de lo previsto, llegó a plena luz del día.Cuando Hafez amenazó al comandante de la base con bombardearla, el comandante negoció una rendición;Hafez afirmó más tarde que la base podría haber resistido sus fuerzas.

#### Durante el gobierno Baazista
Poco después de la elección de Hafez para el Comando Regional, el Comité Militar le ordenó fortalecer la posición del comité en el establecimiento militar.Hafez puede haber recibido el trabajo más importante de todos, ya que su objetivo principal era terminar con el faccionalismo en el ejército sirio y convertirlo en un monopolio del Baath;como dijo, tenía que crear un "ejército ideológico". Para ayudar con esta tarea, Hafez reclutó a Zaki al-Arsuzi, quien indirectamente (a través de Wahib al-Ghanim ) lo inspiró a unirse al Partido Baaz cuando era joven. Arsuzi acompañó a Hafez en recorridos por campamentos militares, donde Arsuzi dio conferencias a los soldados sobre el pensamiento baazista.En agradecimiento por su trabajo, Hafez le dio a Arsuzi una pensión del gobierno.Hafez continuó su Baazificación del ejército nombrando oficiales leales en puestos clave y asegurándose de que "no se descuidara la educación política de las tropas".Demostró su habilidad como planificador paciente durante este período.  Como escribió Patrick Seale, el dominio de los detalles de Hafez "sugería la mente de un oficial de inteligencia".
Hafez estaba a cargo de la Fuerza Aérea Siria.A finales de 1964 fue nombrado comandante de la Fuerza Aérea, con el rango de mayor general (equivalente a general de división).Hafez dio privilegios a los oficiales de la Fuerza Aérea, nombró a sus confidentes en puestos superiores y sensibles y estableció una red de inteligencia eficiente. La Inteligencia de la Fuerza Aérea, bajo el mando de Muhammad al-Khuli, se independizó de las demás organizaciones de inteligencia de Siria y recibió asignaciones más allá de la jurisdicción de la Fuerza Aérea.  Ásad se preparó para desempeñar un papel activo en las luchas de poder que se avecinaban.

## Gobierno temprano del Partido Baaz: 1963-1970

### Liderazgo aflaqita: 1963-1966

#### Trabajo militar
Poco después de la elección de Assad al Comando Regional, el Comité Militar le ordenó fortalecer la posición del comité en el establishment militar. Es posible que Ásad haya recibido el trabajo más importante de todos, ya que su objetivo principal era acabar con las facciones del ejército sirio y convertirlo en un monopolio del Baaz; según sus palabras, era necesario crear un "ejército ideológico". Para ayudar con esta tarea, Assad reclutó a Zaki al-Arsuzi, quien indirectamente (a través de Wahib al-Ghanim) lo inspiró a unirse al Partido Baaz cuando era joven. Arsuzi acompañó a Ásad en recorridos por campamentos militares, donde Arsuzi sermoneó a los soldados sobre el pensamiento baazista. En agradecimiento por su trabajo, Assad le dio a Arsuzi una pensión del gobierno. Assad continuó su baazificación del ejército nombrando oficiales leales para puestos clave y asegurándose de que "no se descuidara la educación política de las tropas". Demostró su habilidad como planificador de pacientes durante este período. Como escribió Patrick Seale, el dominio de los detalles de Assad "sugería la mente de un oficial de inteligencia".
Assad estaba a cargo de la Fuerza Aérea Siria. A finales de 1964 fue nombrado comandante de la Fuerza Aérea, con el grado de mayor general. Assad otorgó privilegios a los oficiales de la Fuerza Aérea, nombró a sus confidentes para puestos altos y sensibles y estableció una red de inteligencia eficiente. La Inteligencia de la Fuerza Aérea, bajo el mando de Muhammad al-Khuli, se independizó de otras organizaciones de inteligencia de Siria y recibió asignaciones más allá de la jurisdicción de la Fuerza Aérea. Assad se preparó para desempeñar un papel activo en las luchas de poder que se avecinaban.

#### Lucha por el poder y golpe de 1966
A raíz del golpe de 1963, en el Primer Congreso Regional (celebrado el 5 de septiembre de 1963), Assad fue elegido miembro del Comando Regional Sirio (el máximo órgano de toma de decisiones en la Rama Regional Siria). Si bien no desempeñó un papel de liderazgo, fue la primera aparición de Assad en la política nacional; en retrospectiva, dijo que se posicionó "a la izquierda" en el Comando Regional. Khalid al-Falhum, un palestino que más tarde trabajaría para la Organización de Liberación de Palestina (OLP), conoció a Assad en 1963; Señaló que Assad era un izquierdista fuerte "pero claramente no era comunista", sino que estaba comprometido con el nacionalismo árabe.
Durante los disturbios de Hama de 1964, Assad votó a favor de reprimir el levantamiento violentamente si era necesario. La decisión de reprimir los disturbios en Hama provocó un cisma en el Comité Militar entre Umran y Jadid. Umran se opuso a la fuerza y, en cambio, quería que el Partido Baaz creara una coalición con otras fuerzas panárabes. Jadid deseaba un estado unipartidista fuerte, similar a los de los países comunistas de Europa. Assad, como socio menor, se mantuvo callado al principio pero finalmente se alió con Jadid. Se ha debatido ampliamente por qué Assad decidió ponerse de su lado; probablemente compartía la perspectiva ideológica radical de Jadid. Habiendo perdido su posición en el Comité Militar, Umran se alineó con Aflaq y el Comando Nacional; les dijo que el Comité Militar planeaba tomar el poder en el partido derrocándolos. Debido a la deserción de Umran, Rifaat al-Assad (hermano de Hafez) sucedió a Umran como comandante de una fuerza militar secreta encargada de proteger a los leales al Comité Militar.
En su intento por tomar el poder, el Comité Militar se alió con los regionalistas, un grupo de células de la Rama Regional Siria que se negó a disolverse en 1958 cuando se le ordenó hacerlo. Aunque Aflaq consideraba traidoras a estas células, Assad las llamó las "verdaderas células del partido"; Esto volvió a poner de relieve las diferencias entre el Comité Militar y el Comando Nacional encabezado por Aflaq. En el Octavo Congreso Nacional de 1965, Assad fue elegido miembro del Comando Nacional, el máximo órgano de toma de decisiones del partido. Desde su puesto como parte del Comando Nacional, Assad informó a Jadid sobre sus actividades. Después del congreso, el Comando Nacional disolvió el Comando Regional Sirio; Aflaq propuso a Salah al-Din al-Bitar como primer ministro, pero Assad y Brahim Makhous se opusieron a la nominación de Bitar. Según Seale, Assad aborrecía a Aflaq; lo consideraba un autócrata y un derechista, acusándolo de "abandonar" al partido al ordenar la disolución de la Rama Regional Siria en 1958. Assad, a quien tampoco le agradaban los partidarios de Aflaq, se opuso sin embargo a una demostración de fuerza contra los aflaqitas. En respuesta al inminente golpe de Assad, Naji Jamil, Husayn Mulhim y Yusuf Sayigh partieron hacia Londres.
En el golpe de Estado sirio de 1966, el Comité Militar derrocó al Comando Nacional. El golpe provocó un cisma permanente en el movimiento Baaz, el advenimiento del neobaazismo y el establecimiento de dos centros del movimiento baazista internacional: uno dominado por iraquíes y el otro por sirios.

### Jadid como hombre fuerte: 1966-1970

#### Comienzo
Después del golpe, Assad fue nombrado Ministro de Defensa. Este fue su primer puesto en el gabinete y, a través de su cargo, se vería empujado a la vanguardia del conflicto sirio-israelí. Su gobierno era socialista y buscaba rehacer la sociedad de arriba abajo. Las nacionalizaciones y la reforma agraria se aceleraron y, a pesar de descontentar a la burguesía mercantil, aseguraron al régimen el apoyo de los pequeños campesinos, grandes beneficiarios del reparto de tierras. La construcción de la presa de Tabqa en el Éufrates, a partir de 1965, con ayuda de la Unión Soviética, simbolizó la era de progreso que pretendían abrir los nuevos dirigentes del país. Assad se opuso a la precipitada carrera por el cambio. Mientras que Salah Jadid se apoyaba en el ala civil del Baas y As-Saika, la fuerza milicia palestina creada por Damasco, Hafez Al-Assad se apoyaba en el ejército y representaba un ala más moderada; él abogaba por una pausa en las reformas. A pesar de su título, tenía poco poder en el gobierno y recibía más órdenes de las que daba. Jadid era el líder indiscutible en ese momento y optó por permanecer en el cargo de subsecretario regional del Comando Regional Sirio en lugar de asumir el cargo ejecutivo (que históricamente había estado ocupado por suníes). Nureddin al-Atassi ocupó tres de los cuatro altos cargos ejecutivos del país: presidente, secretario general del Comando Nacional y secretario regional del Comando Regional Sirio. El puesto de primer ministro recayó en Yusuf Zu'ayyin. Jadid (que estaba estableciendo su autoridad) se centró en cuestiones civiles y le dio a Assad el control de facto del ejército sirio, sin considerarlo ninguna amenaza.
Durante el fallido golpe de Estado de finales de 1966, Salim Hatum intentó derrocar al gobierno de Jadid. Hatum (que se sintió desairado cuando no fue designado para el Comando Regional después del golpe de Estado de febrero de 1966) buscó venganza y el regreso al poder de Hammud al-Shufi, el primer Secretario Regional del Comando Regional después de la restitución de la Rama Regional Siria en 1963. Cuando Jadid, Atassi y el miembro del Comando Regional Jamil Shayya visitaron Suwayda, las fuerzas leales a Hatum rodearon la ciudad y los capturaron. En un giro del destino, los ancianos drusos de la ciudad prohibieron el asesinato de sus invitados y exigieron que Hatum esperara. Jadid y los demás fueron puestos bajo arresto domiciliario y Hatum planeaba matarlos en la primera oportunidad. Cuando la noticia del motín llegó al Ministerio de Defensa, Assad ordenó a la 70.ª Brigada Blindada que se dirigiera a la ciudad. Para entonces, Hatum, un druso, sabía que Assad ordenaría el bombardeo de Suwayda (una ciudad dominada por los drusos) si Hatum no accedía a sus demandas. Hatum y sus seguidores huyeron a Jordania, donde recibieron asilo. Se desconoce cómo se enteró Assad de la conspiración, pero es posible que Mustafa al-Hajj Ali (jefe de inteligencia militar) haya telefoneado al Ministerio de Defensa. Gracias a su rápida acción, Assad se ganó la gratitud de Jadid.
A raíz del intento de golpe, Assad y Jadid purgaron la organización militar del partido, destituyendo a 89 oficiales; Assad destituyó a unos 400 oficiales, en la mayor purga militar realizada en Siria hasta la fecha. Las purgas, que comenzaron cuando el Partido Baaz tomó el poder en 1963, habían dejado al ejército débil. Como resultado, cuando estalló la guerra de los Seis Días, Siria no tenía ninguna posibilidad de victoria.

#### Tomando el poder
La derrota árabe en la guerra de los Seis Días, en la que Israel capturó los Altos del Golán de Siria, provocó una furiosa disputa entre los dirigentes sirios. Los dirigentes civiles culparon a la incompetencia militar, y los militares respondieron criticando a los dirigentes civiles (encabezados por Jadid). Varios miembros de alto rango del partido exigieron la renuncia de Assad y se intentó sacarlo del Comando Regional, el máximo órgano de toma de decisiones del partido. La moción fue derrotada por un voto, y Abd al-Karim al-Jundi (quien los miembros anti-Assad esperaban que sucediera a Assad como ministro de Defensa) votó, como dijo Patrick Seale, "en un gesto de camaradería" para retenerlo. Durante el final de la guerra, la dirección del partido liberó de prisión a los aflaqitas Umran, Amin al-Hafiz y Mansur al-Atrash. Poco después de su liberación, oficiales militares sirios disidentes se acercaron a Assad para derrocar al gobierno; él se negó, creyendo que un golpe en ese momento habría ayudado a Israel, pero no a Siria.
La guerra fue un punto de inflexión para Assad (y la Siria baazista en general), y su intento de derrocar inició una lucha de poder con Jadid por el control del país. Hasta entonces, Assad no había mostrado ambiciones de ocupar altos cargos, lo que despertó pocas sospechas en los demás. Desde el golpe de Estado sirio de 1963 hasta la guerra de los Seis Días de 1967, Assad no desempeñó un papel destacado en la política y, por lo general, fue eclipsado por sus contemporáneos. Como escribió Patrick Seale, "aparentemente estaba contento de ser un miembro sólido del equipo sin la aspiración de convertirse en el número uno". Aunque Jadid tardó en ver la amenaza de Assad, poco después de la guerra Assad comenzó a desarrollar una red en el ejército y ascendió a amigos y parientes cercanos a altos cargos.

##### Diferencias con Jadid
Assad creía que la derrota de Siria en la guerra de los Seis Días era culpa de Jadid y que las acusaciones en su contra eran injustas. Para entonces, Jadid tenía el control total del Comando Regional, cuyos miembros apoyaban sus políticas. Assad y Jadid comenzaron a diferir en política; Assad creía que la política de Jadid de guerra popular (una estrategia de guerrilla armada) y lucha de clases le había fallado a Siria, socavando su posición. Aunque Jadid siguió defendiendo el concepto de guerra popular incluso después de la guerra de los Seis Días, Assad se opuso. En su opinión, a los guerrilleros palestinos se les había dado demasiada autonomía y habían atacado a Israel constantemente, lo que a su vez provocó la guerra. Jadid había roto relaciones diplomáticas con países que consideraba reaccionarios, como Arabia Saudita y Jordania. Debido a esto, Siria no recibió ayuda de otros países árabes. Egipto y Jordania, que participaron en la guerra, recibieron 135 millones de libras al año durante un período no revelado.
Mientras Jadid y sus partidarios priorizaban el socialismo y la "revolución interna", Assad quería que el liderazgo se centrara en la política exterior y la contención de Israel. El Partido Baaz estaba dividido sobre varias cuestiones, como cómo el gobierno podría utilizar mejor los recursos limitados de Siria, la relación ideal entre el partido y el pueblo, la organización del partido y si la lucha de clases debería terminar. Estos temas se discutieron acaloradamente en los cónclaves del Partido Baaz, y cuando llegaron al Cuarto Congreso Regional las dos partes eran irreconciliables.
Assad quería "democratizar" el partido facilitando la afiliación de la gente. Jadid desconfiaba de una membresía demasiado grande, creyendo que la mayoría de los que se unieron eran oportunistas. Assad, en una entrevista con Patrick Seale en la década de 1980, afirmó que tal política haría creer a los miembros del Partido que eran una clase privilegiada. Otro problema, creía Assad, era la falta de instituciones gubernamentales locales. Bajo Jadid, no había ningún nivel gubernamental por debajo del Consejo de Ministros (el gobierno sirio). Cuando la rama regional iraquí (que continuó apoyando al liderazgo aflaqita) tomó el control de Irak en la Revolución del 17 de julio, Assad fue uno de los pocos políticos de alto nivel que deseaba reconciliarse con ellos; el pidió el establecimiento de un "Frente Oriental" con Irak contra Israel en 1968. La política exterior de Jadid hacia la Unión Soviética también fue criticada por Assad, que creía que había fracasado. En muchos sentidos, la relación entre los países era mala: los soviéticos se negaban a reconocer el socialismo científico de Jadid y los periódicos soviéticos lo llamaban "exaltado". Assad, por el contrario, pidió un mayor pragmatismo en la toma de decisiones.

##### "Dualidad de poder"
| En una reunión alguien planteó el caso de X. ¿No debería traerlo de vuelta? Asad miró duramente al interrogador pero no dijo nada. Un poco más tarde volvió a surgir el tema y esta vez Assad dijo: He oído algo desagradable sobre este oficial. Cuando estaba en un curso en Inglaterra en 1954, su hermano le escribió pidiendo ayuda para su madre enferma. X sacó un billete de cinco libras de su bolsillo, lo levantó y dijo que no lo desprendería para salvarle la vida. Cualquiera que no pueda ser leal a su madre no será leal a la fuerza aérea.——General Fu'ad Kallas on the importance in which Assad laid on personal loyalty |

El conflicto entre Assad y Jadid se convirtió en la comidilla del ejército y del partido, notándose una "dualidad de poder" entre ellos. Poco después del intento fallido de expulsar a Assad del Comando Regional, comenzó a consolidar su posición en el estamento militar.—por ejemplo, reemplazando al jefe de Estado Mayor Ahmad al-Suwaydani por su amigo Mustafá Tlass. Aunque la relación de Suwaydani con Jadid se había deteriorado, fue destituido debido a sus quejas sobre la "influencia alauita en el ejército". Posteriormente, Tlass fue nombrado viceministro de Defensa de Assad (su segundo al mando). Otros destituidos de sus cargos fueron Ahmad al-Mir (fundador y exmiembro del Comité Militar, y ex comandante del Frente del Golán) e Izzat Jadid (un cercano partidario de Jadid y comandante de la 70.ª Brigada Blindada).
En el Cuarto Congreso Regional y el Décimo Congreso Nacional, celebrados en septiembre y octubre de 1968, Assad había ampliado su control sobre el ejército y Jadid todavía controlaba el partido. En ambos congresos, Assad perdió en la mayoría de las votaciones y sus argumentos fueron firmemente rechazados. Si bien fracasó en la mayoría de sus intentos, tuvo suficiente apoyo para destituir a dos teóricos socialistas (el primer ministro Yusuf Zu'ayyin y el Ministro de Asuntos Exteriores Brahim Makhous) del Comando Regional. Sin embargo, la participación de los militares en la política partidista era impopular entre las bases; A medida que se amplió el abismo entre Assad y Jadid, se prohibió a los órganos civiles y militares del partido comunicarse entre sí. A pesar de esto, Assad estaba ganando la carrera por acumular poder. Como señaló Munif ar-Razzaz (derrocado en el golpe de Estado sirio de 1966), "el error fatal de Jadid fue intentar gobernar el ejército a través del partido".

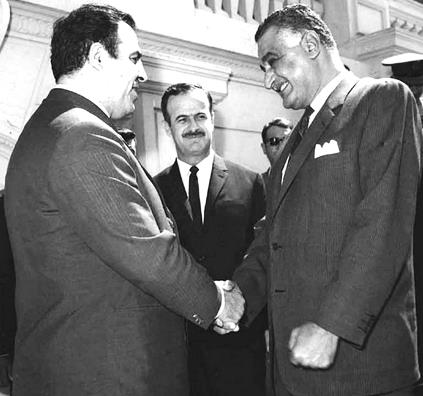
Assad (centro) y Nureddin al-Atassi (izquierda) reunidos con el presidente egipcio Gamal Abdel Nasser en 1969.

Mientras Assad había tomado el control de las fuerzas armadas a través de su posición como Ministro de Defensa, Jadid todavía controlaba los sectores de seguridad e inteligencia a través de Abd al-Karim al-Jundi (jefe de la Oficina de Seguridad Nacional). Jundi, un hombre cruel y paranoico, era temido en toda Siria. En febrero de 1969, el conflicto Assad-Jadid estalló en violentos enfrentamientos a través de sus respectivos protegidos: Rifaat al-Assad (hermano de Hafez y comandante militar de alto rango) y Jundi. El motivo de la violencia fue la sospecha de Rifaat al-Assad de que Jundi estaba planeando un atentado contra la vida de Assad. El presunto asesino fue interrogado y confesó bajo tortura. A partir de esta información, Rifaat al-Assad argumentó que, a menos que Jundi fuera destituido de su cargo, él y su hermano estaban en peligro.
Del 25 al 28 de febrero de 1969, los hermanos Assad iniciaron "algo parecido a un golpe de estado". Bajo la autoridad de Assad, se trasladaron tanques a Damasco y el personal de al-Ba'ath y al-Thawra (periódicos bipartidistas) y de las estaciones de radio en Damasco y Alepo fueron reemplazados por leales a Assad. Latakia y Tartús, dos ciudades dominadas por los alauitas, presenciaron "feroces enfrentamientos" que terminaron con el derrocamiento de los partidarios de Jadid de los puestos locales. Poco después comenzó una ola de detenciones de partidarios de Jundi. El 2 de marzo, tras una discusión telefónica con el jefe de la inteligencia militar, Ali Duba, Jundi se suicidó. Cuando Zu'ayyin escuchó la noticia, lloró y dijo: "ahora todos somos huérfanos" (refiriéndose a la pérdida de su protector y la de Jadid). A pesar de su rivalidad con Jundi, se dice que Assad también lloró cuando escuchó la noticia.
Assad ahora tenía el control, pero dudaba en aprovechar su ventaja. Jadid continuó gobernando Siria y el Comando Regional se mantuvo sin cambios. Sin embargo, Assad influyó en Jadid para que moderara sus políticas. La lucha de clases se silenció, cesaron las críticas a las tendencias reaccionarias de otros estados árabes, algunos prisioneros políticos fueron liberados, se formó un gobierno de coalición (con el Partido Baaz al mando) y se formó el Frente Oriental propugnado por Assad con Irak y Jordania. Las políticas aislacionistas de Jadid fueron restringidas y Siria restableció relaciones diplomáticas con muchos de sus enemigos. Por esta época, el Egipto de Gamal Abdel Nasser, la Argelia de Houari Boumediene y el Irak baazista comenzaron a enviar emisarios para reconciliar a Assad y Jadid.

#### Golpe de Estado de 1970

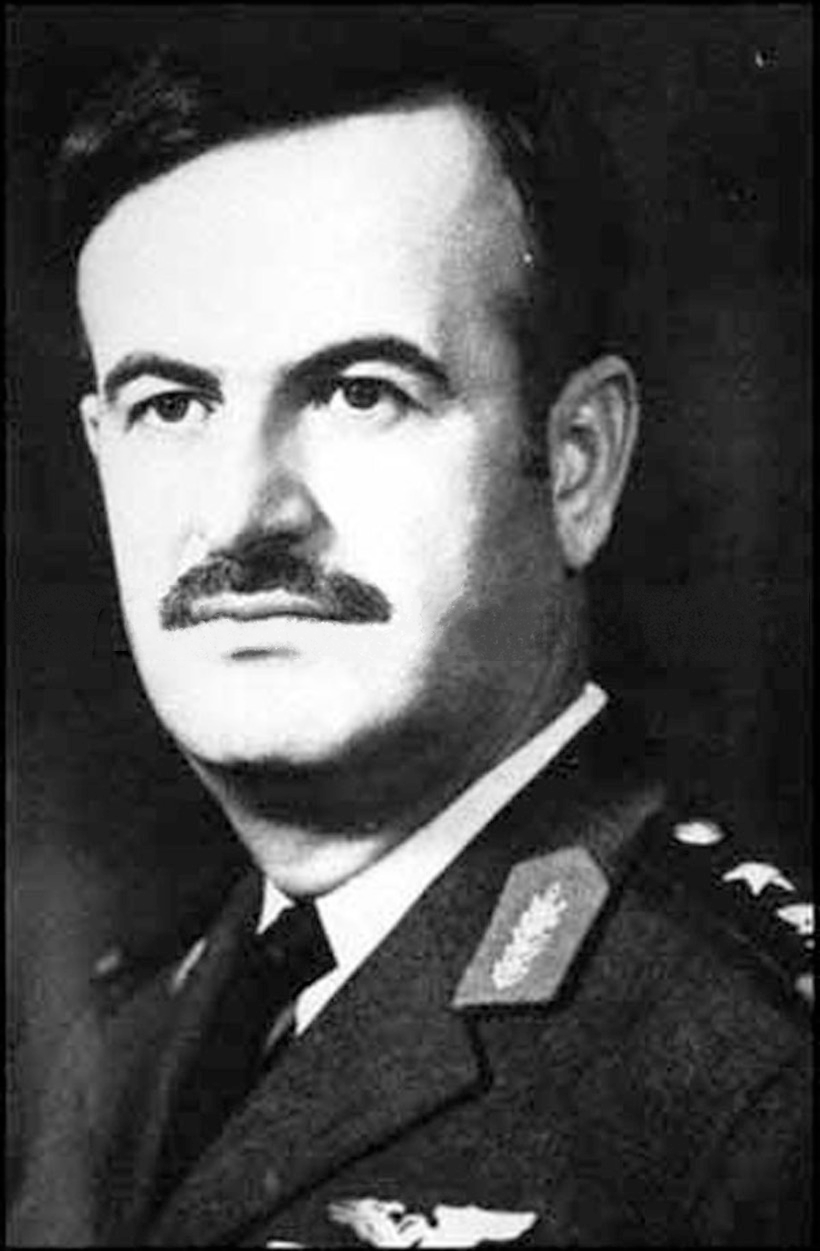
Assad en noviembre de 1970, poco después de tomar el poder.

Ásad comenzó a planear tomar el poder poco después de la fallida intervención militar siria en el Septiembre Negro, una lucha de poder entre la OLP y la monarquía hachemita. Si bien Assad había estado al mando de facto de la política siria desde 1969, Jadid y sus partidarios todavía ostentaban los símbolos del poder. Después de asistir al funeral de Nasser, Ásad regresó a Siria para asistir al Congreso Nacional de Emergencia (celebrado el 30 de octubre). En el congreso, Assad fue condenado por Jadid y sus seguidores, la mayoría de los delegados del partido. Sin embargo, antes de asistir al congreso, Assad ordenó a sus tropas leales rodear el edificio que albergaba la reunión. Las críticas a la posición política de Assad continuaron en un tono derrotista, y la mayoría de los delegados creyeron que Assad había perdido la batalla. Assad y Tlass fueron despojados de sus puestos gubernamentales en el congreso; estos actos tenían poca importancia práctica.
Cuando terminó el Congreso Nacional el 12 de noviembre de 1970, Assad ordenó a los leales arrestar a los principales miembros del gobierno de Jadid. Aunque a muchos funcionarios de nivel medio se les ofrecieron puestos en las embajadas sirias en el extranjero, Jadid se negó: "Si alguna vez tomo el poder, os arrastrarán por las calles hasta que muráis". Assad lo encarceló en la prisión de Mezze hasta su muerte. El golpe fue tranquilo y incruento; la única evidencia de cambio para el mundo exterior fue la desaparición de periódicos, estaciones de radio y televisión. Pronto se estableció un Comando Regional Temporal y el 16 de noviembre el nuevo gobierno publicó su primer decreto.

## Primer ministro y presidencia: 1970-2000

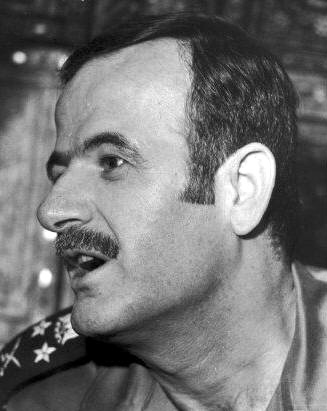
General Hafez al-Assad en 1970.

### Eventos y políticas nacionales

#### Consolidando el poder
Según Patrick Seale, el gobierno de Assad "comenzó con una ventaja inmediata y considerable: el gobierno que desplazó era tan detestado que cualquier alternativa suponía un alivio". Primero intentó establecer la unidad nacional, que sentía que se había perdido bajo el liderazgo de Aflaq y Jadid. Assad se diferenciaba de su predecesor al principio: visitaba las aldeas locales y escuchaba las quejas de los ciudadanos. El pueblo sirio sentía que el ascenso de Assad al poder conduciría al cambio; Uno de sus primeros actos como gobernante fue visitar al Sultán al-Atrash, padre del baazista aflaqita Mansur al-Atrash, para honrar sus esfuerzos durante la Gran Revolución Árabe. Hizo propuestas al Sindicato de Escritores, rehabilitando a aquellos que habían sido obligados a pasar a la clandestinidad, encarcelados o enviados al exilio por representar lo que los baazistas radicales llamaban las clases reaccionarias: "Estoy decidido a que ya no os sintáis extraños en vuestro propio país." Aunque Assad no democratizó el país, alivió las políticas represivas del gobierno.
Rebajó los precios de los alimentos básicos en un 15 por ciento, lo que le valió el apoyo de los ciudadanos comunes. Los servicios de seguridad de Jadid fueron purgados, algunos poderes militares de investigación criminal fueron transferidos a la policía y se revocó la confiscación de bienes bajo Jadid. Se aliviaron las restricciones a los viajes y al comercio con el Líbano y Assad alentó el crecimiento del sector privado. Si bien Assad apoyó la mayoría de las políticas de Jadid, demostró ser más pragmático después de llegar al poder.
La mayoría de los partidarios de Jadid se enfrentaban a una elección: seguir trabajando para el gobierno del Baaz bajo Assad o enfrentarse a la represión. Assad dejó claro desde el principio "que no habría segundas oportunidades". Sin embargo, más tarde en 1970, consiguió el apoyo de la vieja guardia baazista que había apoyado el liderazgo de Aflaq durante la lucha por el poder de 1963-1966. Se estima que 2.000 ex baazistas se reincorporaron al partido después de escuchar la apelación de Assad, entre ellos el ideólogo del partido Georges Saddiqni y Shakir al-Fahham, secretario del primer Congreso Nacional fundador del Partido Baaz en 1947. Assad se aseguró de que no desertarían al Partido Baaz pro-aflaqita en Irak con los Juicios por Traición en 1971, en los que procesó a Aflaq, Amin al-Hafiz y casi 100 seguidores (la mayoría in absentia).  Los pocos que fueron condenados no estuvieron en prisión por mucho tiempo y los juicios fueron principalmente simbólicos.
En el XI Congreso Nacional, Assad aseguró a los miembros del partido que su liderazgo suponía un cambio radical con respecto al de Jadid y que implementaría un "movimiento correctivo" para devolver a Siria a la verdadera "línea socialista nacionalista". A diferencia de Jadid, Assad enfatizó que "el avance de que todos los recursos y mano de obra [serían] movilizados [iba a ser] la liberación de los territorios ocupados". Esto marcaría una ruptura importante con sus predecesores y, según Raymond Hinnebusch, dictaría "alteraciones importantes en el curso del estado baazista".
Este nuevo régimen se basará en varios pilares, siendo el ejército el más poderoso de todos. Se trataba de una fuerza armada de unos 400.000 hombres con un presupuesto del 16% del PIB y que ocupaba al 20% de la población. Los militares de alto rango ocupaban puestos de poder dentro del gobierno. El otro pilar era la comunidad alauita, de la cual el mismo Háfez al-Assad provenía, esta representaba el 12% de la población total «En Siria, el ejército convencional refleja la diversidad de la nación y por lo tanto la mayoría sunita, pero asegurando su control con fuerzas especiales y/o de seguridad pertenecientes a la minoría alauita y dirigidas por miembros de la propia familia del dictador». Por último, su propia familia constituía un pilar del régimen dado que había nombrado a familiares como altos cargos, como el caso de su hermano Rifaat y su posterior sucesor Bashar al-Assad.

#### Institucionalización

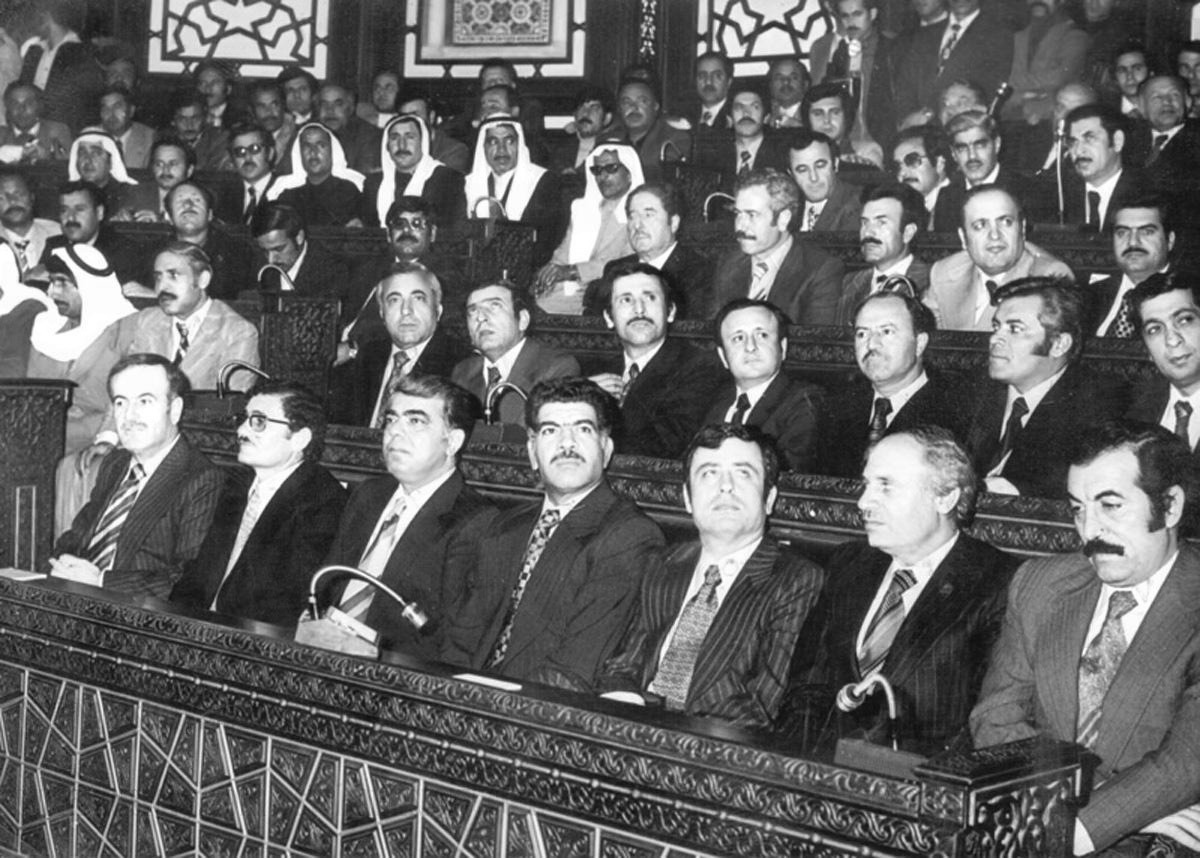
Primera toma de posesión de Assad como presidente en el Consejo Popular, marzo de 1971. De izquierda a derecha: Assad, Abdullah al-Ahmar, el primer ministro Abdul Rahman Khleifawi, el secretario regional adjunto Mohamad Jaber Bajbouj, el ministro de Asuntos Exteriores Abdul Halim Khaddam y el presidente del Consejo Popular, Fihmi al-Yusufi.. En la tercera fila civil están el ministro de Defensa, Mustafa Tlass (diputado del Parlamento de 1971) y el comandante de la Fuerza Aérea, Naji Jamil. Detrás de Tlass está Rifaat al-Assad, el hermano menor de Assad. En la extrema derecha, en la cuarta fila, está el futuro vicepresidente Zuhair Masharqa, y detrás de Abdullah al-Ahmar está el vice primer ministro Mohammad Haidar.

Assad convirtió la presidencia, que había sido conocida simplemente como "jefe de Estado" bajo Jadid, en una posición de poder durante su gobierno. En muchos sentidos, la autoridad presidencial reemplazó el experimento fallido del Partido Baaz con un leninismo militar organizado; Siria se convirtió en un híbrido de leninismo y constitucionalismo gaullista. Según Raymond Hinnebusch, "a medida que el presidente se convirtió en la principal fuente de iniciativa del gobierno, su personalidad, sus valores, sus puntos fuertes y sus debilidades se volvieron decisivos para su dirección y estabilidad. Podría decirse que el liderazgo de Assad dio al gobierno una combinación mejorada de coherencia y flexibilidad que hasta ahora faltaba."
Assad institucionalizó un sistema en el que él tenía la última palabra, lo que debilitó los poderes de las instituciones colegiadas del Estado y del partido. A medida que la fidelidad al líder reemplazó las convicciones ideológicas más adelante en su presidencia, la corrupción se generalizó. El culto a la personalidad patrocinado por el Estado se volvió omnipresente; A medida que la autoridad de Assad se fortaleció a expensas de sus colegas, se convirtió en el único símbolo del gobierno.
Si bien Assad no gobernó solo, cada vez más tenía la última palabra; aquellos con quienes trabajó eventualmente se convirtieron en tenientes, en lugar de colegas. Ninguno de los miembros de la elite política cuestionaría una decisión suya, y aquellos que lo hacían eran despedidos. El general Naji Jamil es un ejemplo, ya que fue destituido por no estar de acuerdo con la forma en que Assad manejó la Insurgencia islamista. Los dos máximos órganos de toma de decisiones eran el Comando Regional y el Comando Nacional, ambos parte del Partido Baaz. Las sesiones conjuntas de estos órganos se parecían a los politburós de los estados socialistas que abrazaban el comunismo. Assad encabezó el Comando Nacional y el Comando Regional como secretario general y secretario regional, respectivamente. El Comando Regional era el máximo órgano de toma de decisiones en Siria y nombraba al presidente y (a través de él) al gabinete. A medida que la autoridad presidencial se fortaleció, el poder del Comando Regional y sus miembros se evaporó. Los Comandos Regional y Nacional eran nominalmente responsables ante el Congreso Regional y el Congreso Nacional (siendo el Congreso Nacional el órgano superior de jure), pero el Congreso Regional tenía autoridad de facto. El Congreso Nacional, que incluía a delegados de las ramas regionales baazistas de otros países, ha sido comparado con el Komintern. Funcionó como una sesión del Congreso Regional centrada en la política exterior y la ideología del partido de Siria. El Congreso Regional tuvo una responsabilidad limitada hasta el Octavo Congreso Regional de 1985, el último bajo Assad. En 1985, la responsabilidad de la rendición de cuentas del liderazgo fue transferida del Congreso Regional al más débil Frente Nacional Progresista.

#### Sectarismo

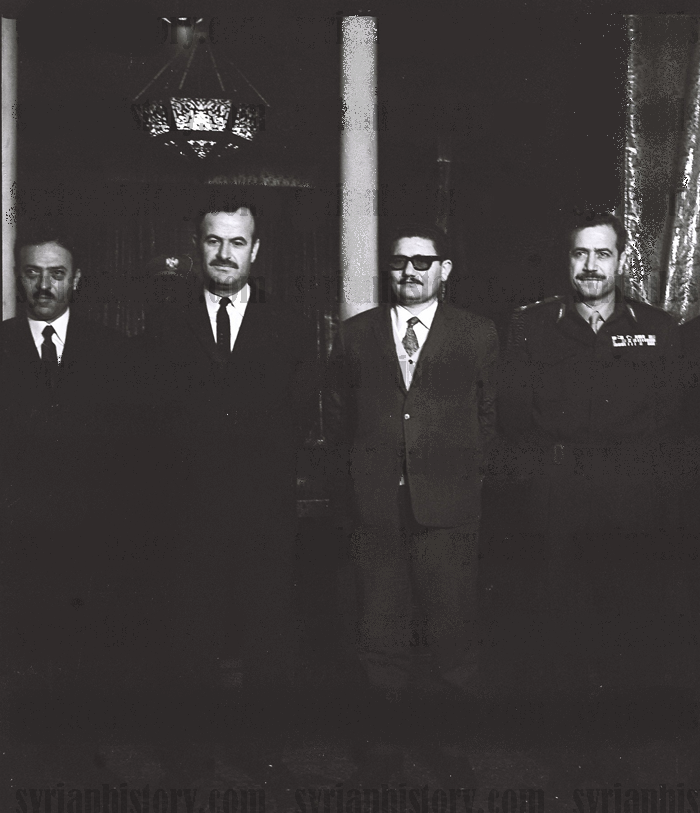
Hafez en 1971 con miembros suníes de la élite política: (de izquierda a derecha) Ahmad al-Khatib, Assad, Abdullah al-Ahmar y Mustafa Tlass.

Cuando Assad llegó al poder, aumentó el dominio alauí en los sectores de seguridad e inteligencia hasta casi un monopolio. El marco coercitivo estaba bajo su control, debilitando al Estado y al partido. Según Hinnebusch, los oficiales alauíes que rodeaban a Assad "fueron fundamentales porque, como parientes personales o clientes del presidente, combinaban un acceso privilegiado a él con posiciones en el partido y el control de las palancas de coerción. Por lo tanto, estaban en una posición incomparable para actuar como intermediarios políticos y, especialmente en tiempos de crisis, estaban en una posición única para determinar los resultados". Las figuras destacadas del sistema de seguridad dominado por los alauitas tenían conexiones familiares; Rifaat al-Assad controlaba las Compañías de Lucha y el cuñado de Assad, Adnan Makhlouf, era su segundo al mando como comandante de la Guardia Presidencial. Otras figuras destacadas fueron Ali Haydar (jefe de las fuerzas especiales), Ibrahim al-Ali (jefe del Ejército Popular), Muhammad al-Khuli (jefe de la Dirección de Inteligencia de la Fuerza Aérea de Assad de 1970 a 1987) y el jefe de la Inteligencia Militar Ali Duba. Assad controlaba al ejército a través de alauitas como los generales Shafiq Fayadh (comandante de la 3.ª División), Ibrahim Safi (comandante de la 1.ª División) y Adnan Badr Hassan (comandante de la 9.ª División). Durante la década de 1990, Assad fortaleció aún más el dominio alauita al reemplazar al general sunita Hikmat al-Shihabi por el general Ali Aslan como jefe de personal. Los alauitas, con su alto estatus, eran nombrados y ascendidos basándose en el parentesco y el favor más que en el respeto profesional. Por lo tanto, de estas políticas surgió una élite alauita. La orientación anti-sunita de su régimen alauita también empujó a Assad a buscar relaciones más estrechas con el Irán chiita.

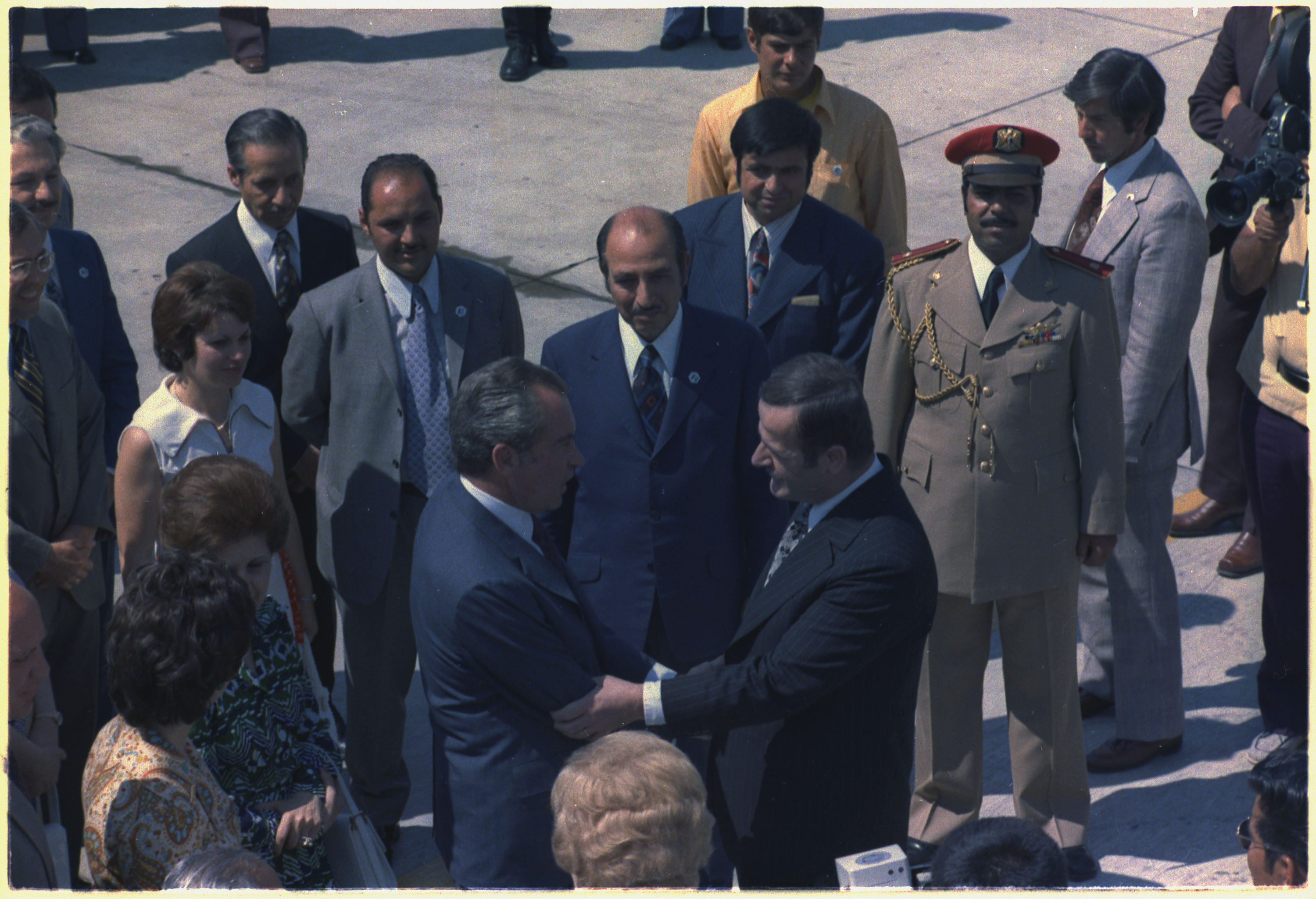
Assad saluda a Richard Nixon a su llegada al aeropuerto de Damasco, el 15 de julio de 1974.

Durante los primeros años de su gobierno, algunos miembros de la élite de Assad parecían no sectarios; Figuras suníes destacadas al comienzo de su gobierno fueron Abdul Halim Khaddam, Shihabi, Naji Jamil, Abdullah al-Ahmar y Mustafá Tlass. Sin embargo, ninguna de estas personas tenía una base de poder distinta a la de Assad. Aunque los sunitas ocuparon los cargos de Comandante de la Fuerza Aérea de 1971 a 1994 (Jamil, Subhi Haddad y Ali Malahafji), jefe de Inteligencia General de 1970 a 2000 (Adnan Dabbagh, Ali al-Madani, Nazih Zuhayr, Fuad al-Absi y Bashir an-Najjar), Jefe del Estado Mayor del ejército sirio de 1974 a 1998 (Shihabi) y ministro de Defensa desde 1972 hasta después de la muerte de Assad (Tlass), ninguno tenía poder separado de Assad o del sistema de seguridad dominado por los alauitas. Cuando Jamil dirigía la Fuerza Aérea, no podía dar órdenes sin el conocimiento de Khuli (el jefe alauita de Inteligencia de la Fuerza Aérea). Después del fallido levantamiento islamista, la dependencia de Assad de sus familiares se intensificó; antes de eso, sus colegas suníes tenían cierta autonomía. Un desertor del gobierno de Assad dijo: "Tlass está en el ejército pero al mismo tiempo parece como si no fuera del ejército; no ata ni afloja y no tiene otro papel que el de la cola de la bestia". Otro ejemplo fue Shihabi, que ocasionalmente representó a Assad. Sin embargo, no tenía control sobre el ejército sirio; Ali Aslan, primer subjefe de Estado Mayor de Operaciones durante la mayor parte de su mandato, fue responsable de las maniobras de las tropas. Aunque los sunitas estaban en la vanguardia, los alauitas tenían el poder.

#### Insurgencia islamista

##### Antecedentes

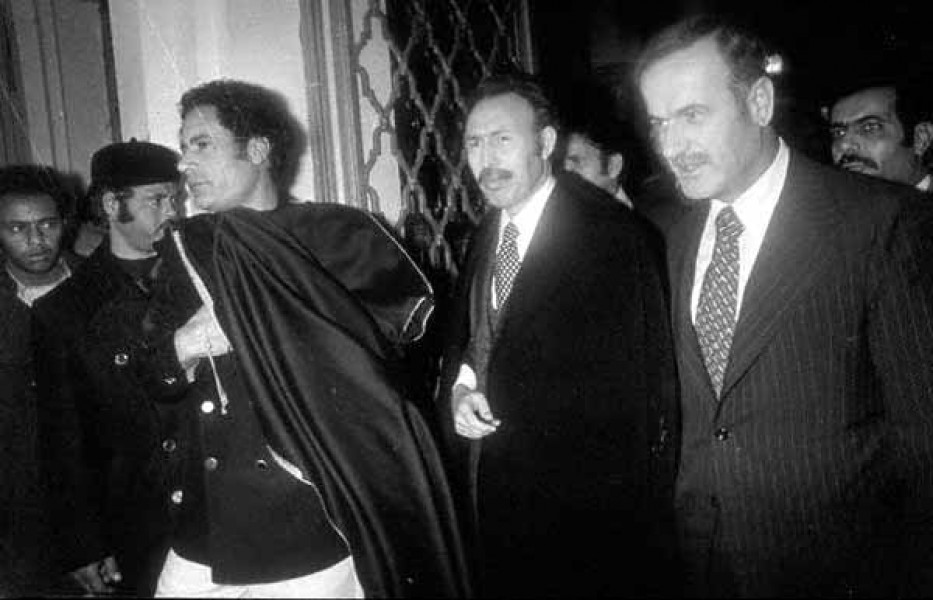
Ásad, el presidente argelino Houari Boumediene y el líder libio Muammar Gaddafi en 1977.

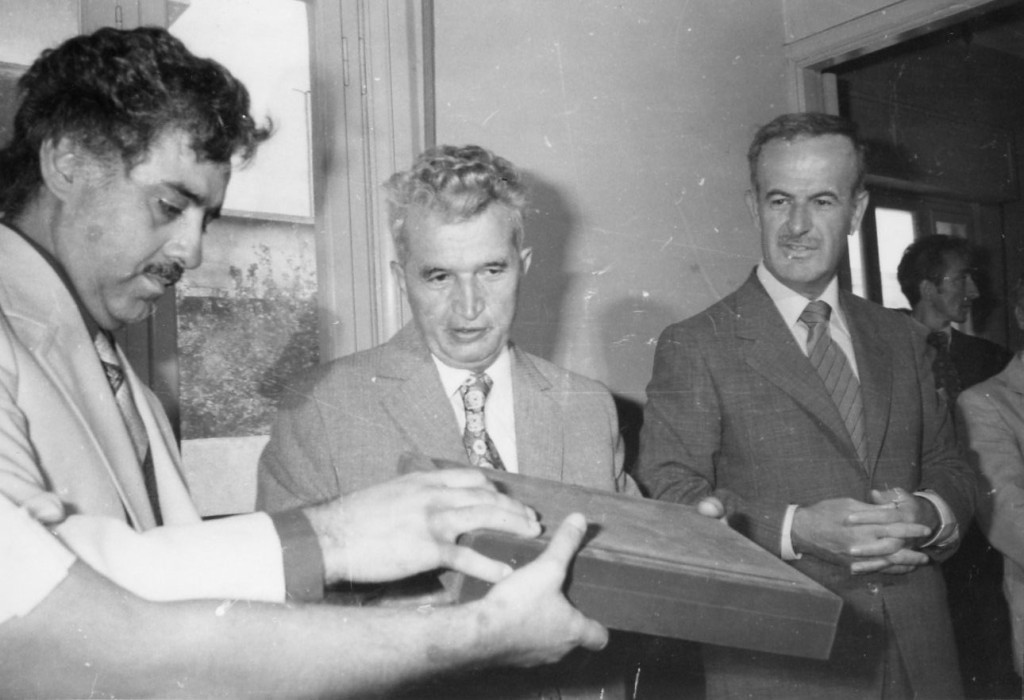
Háfez al-Ásad junto al presidente rumano Nicolae Ceaușescu en 1979.

Las políticas pragmáticas de Ásad condujeron indirectamente al establecimiento de una "nueva clase", y él aceptó esto mientras promovía sus objetivos contra Israel. Cuando Ásad comenzó a aplicar una política de liberalización económica, la burocracia estatal comenzó a utilizar sus posiciones para beneficio personal. El Estado otorgó derechos de implementación de "gran parte de su programa de desarrollo a empresas y contratistas extranjeros, alimentando un vínculo creciente entre el Estado y el capital privado". Lo que siguió fue un aumento de la corrupción, que llevó a la clase política a estar "completamente aburguesada". La canalización de dinero externo a través del Estado hacia empresas privadas "creó crecientes oportunidades para el autoenriquecimiento de las élites estatales a través de la manipulación corrupta de los intercambios entre el Estado y el mercado. Además de la malversación descarada, crecieron redes de intereses compartidos en comisiones y sobornos entre altos funcionarios, políticos e intereses comerciales". El establishment de seguridad militar alauita obtuvo la mayor parte del dinero; el Partido Baaz y sus líderes gobernaron una nueva clase, defendiendo sus intereses en lugar de los de los campesinos y trabajadores (a quienes se suponía que debían representar). Esto, junto con la creciente desilusión suní con lo que Hinnebusch llama "la mezcla del régimen de estatismo, favoritismo rural y sectario, corrupción y nuevas desigualdades", impulsó el crecimiento del movimiento islámico. Debido a esto, los Hermanos Musulmanes de Siria se convirtieron en la vanguardia de las fuerzas antibaazistas.
Históricamente, la Hermandad había sido un vehículo para el islamismo durante su introducción en la escena política siria durante la década de 1960 bajo el liderazgo de Mustafa al-Siba'i. Después del encarcelamiento de Siba'i, bajo el liderazgo de Isam al-Attar, la Hermandad se convirtió en la antítesis ideológica del gobierno baazista. Sin embargo, la superioridad organizativa del Partido Baaz jugó a su favor; con el exilio forzado de Attar, la Hermandad Musulmana estaba en desorden. No fue hasta la década de 1970 que los Hermanos Musulmanes establecieron una autoridad colectiva central clara para su organización bajo Adnan Saad ad-Din, Sa'id Hawwa, Ali Sadr al-Din al-Bayanuni y Husni Abu. Debido a sus capacidades organizativas, los Hermanos Musulmanes se multiplicaron por diez entre 1975 y 1978 (de 500 a 700 en Alepo); A nivel nacional, en 1978 tenía 30.000 seguidores.

##### Eventos
El levantamiento islamista comenzó a mediados y finales de la década de 1970, con ataques contra miembros destacados de la élite baaz alauita. A medida que el conflicto empeoraba, comenzó un debate en el partido entre los partidarios de la línea dura (representados por Rifaat al-Assad) y los liberales Baaz (representados por Mahmoud al-Ayyubi). El VII Congreso Regional, en 1980, se celebró en un ambiente de crisis. Los dirigentes del partido (con excepción de Ásad y sus protegidos) fueron duramente criticados por los delegados del partido, que pidieron una campaña anticorrupción, un gobierno nuevo y limpio, una reducción de los poderes del aparato de seguridad militar y una liberalización política. Con el consentimiento de Ásad, se estableció un nuevo gobierno (encabezado por el supuestamente limpio Abdul Rauf al-Kasm) con nuevos y jóvenes tecnócratas. El nuevo gobierno no logró apaciguar a los críticos, y la clase media sunita y la izquierda radical (creyendo que el gobierno baazista podía ser derrocado con un levantamiento) comenzaron a colaborar con los islamistas.

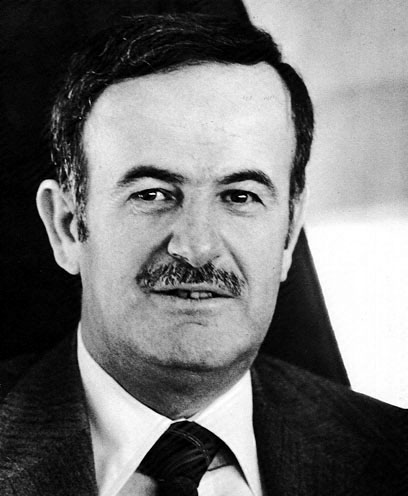
Ásad a principios de los años 1980

Creyendo que tenían la ventaja en el conflicto, a partir de 1980 los islamistas iniciaron una serie de campañas contra instalaciones gubernamentales en Alepo; los ataques se convirtieron en guerra de guerrillas urbana. El gobierno empezó a perder el control de la ciudad e, inspirado por los acontecimientos, disturbios similares se extendieron a Hama, Homs, Idlib, Latakia, Deir ez-Zor, Maaret-en-Namen y Jisr esh-Shagour. Los afectados por la represión baazista comenzaron a unirse detrás de los insurgentes; El cofundador del Partido Baaz, Bitar, apoyó el levantamiento, reuniendo a los viejos baazistas antimilitares. La creciente amenaza a la supervivencia del gobierno fortaleció a los partidarios de la línea dura, que preferían la represión a las concesiones. Las fuerzas de seguridad comenzaron a purgar todas las instituciones estatales, partidistas y sociales en Siria y fueron enviadas a las provincias del norte para sofocar el levantamiento. Cuando esto fracasó, los intransigentes comenzaron a acusar a Estados Unidos de fomentar el levantamiento y pidieron el restablecimiento de la "vigilancia revolucionaria". Los de línea dura ganaron el debate después de un atentado fallido contra la vida de Ásad en junio de 1980, y comenzaron a responder al levantamiento con terrorismo de Estado más tarde ese año. Bajo Rifaat al-Ásad, los prisioneros islámicos en la prisión de Tadmor fueron masacrados, la pertenencia a la Hermandad Musulmana se convirtió en un delito capital y el gobierno envió un escuadrón de la muerte para matar a Bitar y a la exesposa de Attar. El tribunal militar comenzó a condenar a los prisioneros capturados, lo que "a veces degeneró en asesinatos indiscriminados". Se puso poco cuidado en distinguir a los partidarios de la línea dura de los Hermanos Musulmanes de sus partidarios pasivos, y la violencia fue respondida con violencia.

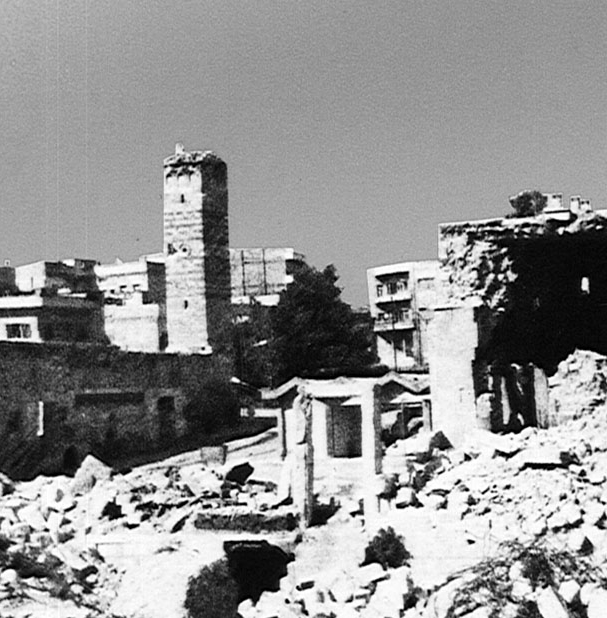
Sección de Hama tras el ataque de las fuerzas gubernamentales

Al final, esto culminó en la masacre de Hama en 1982, cuando el gobierno aplastó el levantamiento. Helicópteros artillados, excavadoras y bombardeos de artillería arrasaron la ciudad y mataron a miles de personas. El gobierno Baaz resistió el levantamiento, no por el apoyo popular, sino porque la oposición estaba desorganizada y tenía poco apoyo urbano. Durante todo el levantamiento, la clase media sunita continuó apoyando al Partido Baaz debido a su aversión al Islam político. Después del levantamiento, el gobierno retomó su versión de leninismo militarista, revirtiendo la liberalización introducida cuando Ásad llegó al poder. El Partido Baaz quedó debilitado por el levantamiento; Se suspendieron las elecciones democráticas para los delegados a los Congresos Regional y Nacional y terminó la discusión abierta dentro del partido. El levantamiento hizo que Siria fuera más totalitaria que nunca y fortaleció la posición de Ásad como líder indiscutible de Siria.

#### Crisis de sucesión de 1983-1984

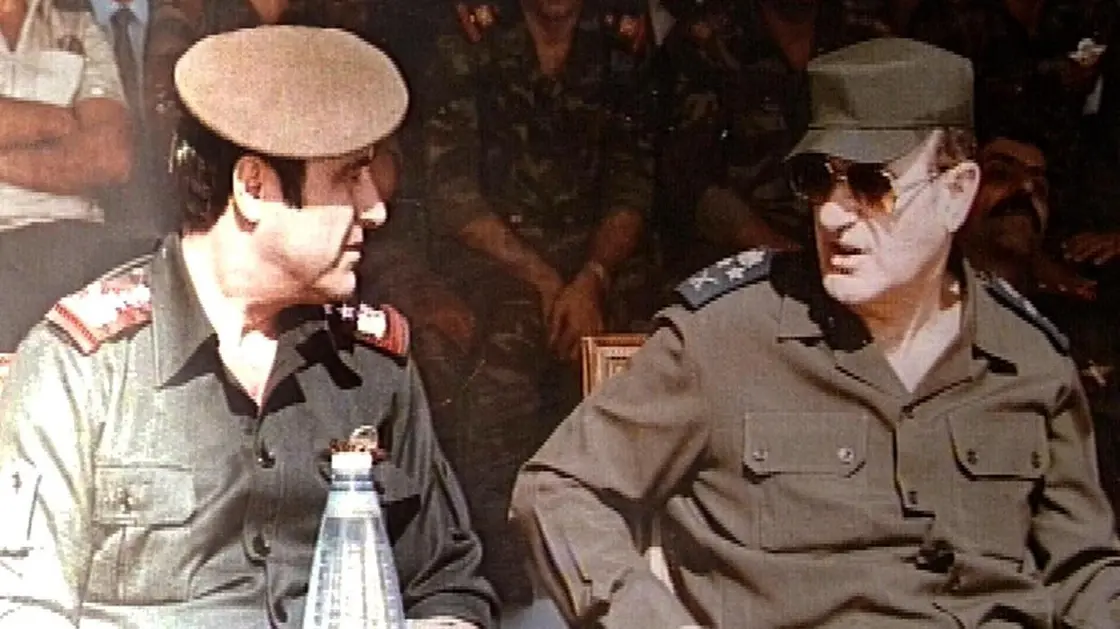
Hafez al-Assad (a la derecha) con su hermano Rifaat al-Ásad durante una ceremonia militar en Damasco, 1984. Rifaat lanzó un fallido intento de golpe de estado ese mismo año, que resultó en su expulsión de Siria.

En noviembre de 1983, Ásad, diabético, sufrió un infarto complicado con flebitis; esto desencadenó una crisis de sucesión. El 13 de noviembre, tras visitar a su hermano en el hospital, Rifaat al-Ásad, según informes, anunció su candidatura a la presidencia; No creía que Assad pudiera seguir gobernando el país. Cuando no recibió apoyo del círculo íntimo de Assad, hizo, en palabras de la historiadora Hanna Batatu, promesas "abominablemente generosas" para ganárselos.
Hasta su derrocamiento en 1985, Rifaat al-Ásad era considerado el rostro de la corrupción por el pueblo sirio. Aunque estaba muy bien pagado como comandante de compañías de defensa, acumuló una riqueza inexplicable. Según Batatu, "no es posible que hubiera podido acumular de manera permisible las enormes sumas necesarias para las inversiones que hizo en bienes raíces en Siria, Europa y Estados Unidos".
Aunque no está claro si algún alto funcionario apoyó a Rifaat al-Ásad, la mayoría no lo hizo. Carecía de la estatura y el carisma de su hermano y era vulnerable a acusaciones de corrupción. Sus compañías de defensa, compuestas por 50.000 hombres, eran vistas con sospecha por los altos mandos y por toda la sociedad; se las consideraba corruptas, poco disciplinadas e indiferentes al sufrimiento humano. Rifaat al-Ásad también carecía de apoyo militar; los oficiales y soldados estaban descontentos con el monopolio de la seguridad de Damasco por parte de las Compañías de Defensa, con sus servicios de inteligencia y prisiones separados y con sus salarios más altos. No abandonó la esperanza de suceder a su hermano, optando por tomar el control del país a través de su cargo de Comandante de Compañías de Defensa. En lo que se conoció como la "guerra de los carteles", el personal de las Compañías de Defensa reemplazó los carteles de Ásad en Damasco por los de Rifaat al-Ásad. El servicio de seguridad, todavía leal a Hafez, respondió reemplazando los carteles de Rifaat al-Ásad por los de Hafez. La guerra de carteles duró una semana hasta que la salud de Assad mejoró.
Poco después de la guerra de los carteles, todos los protegidos de Rifaat al-Ásad fueron removidos de posiciones de poder. Este decreto casi provocó un enfrentamiento entre las Compañías de Defensa y la Guardia Republicana el 27 de febrero de 1984, pero el conflicto se evitó con el nombramiento de Rifaat al-Ásad como uno de los tres vicepresidentes el 11 de marzo. Obtuvo este puesto al ceder su puesto de Comandante de Compañías de Defensa a un partidario de Hafez. Rifaat al-Ásad fue sucedido como jefe de las Compañías de Defensa por su yerno. Durante la noche del 30 de marzo, Rifaat ordenó a los leales a la Compañía de Defensa sellar Damasco y avanzar hacia la ciudad. La Guardia Republicana fue puesta en alerta en Damasco, y el comandante de la Tercera División Blindada, Shafiq Fayadh, ordenó a las tropas fuera de Damasco que rodearan a las Compañías de Defensa que bloqueaban los caminos hacia la ciudad. El plan de Rifaat al-Ásad podría haber tenido éxito si el comandante de las Fuerzas Especiales, Ali Haydar, lo hubiera apoyado, pero Haydar se puso del lado del presidente. Ásad castigó a Rifaat al-Ásad con el exilio, permitiéndole regresar en años posteriores sin desempeñar un papel político. Las Compañías de Defensa se redujeron en 30.000-35.000 hombres, y su papel fue asumido por la Guardia Republicana. Makhluf, comandante de la Guardia Republicana, fue ascendido a mayor general, y el hijo de Hafez, Basel al-Ásad, entonces mayor del ejército, adquirió influencia en la guardia.

#### Economía

Presa de Tabqa (centro), construida en 1974

Ásad calificó sus reformas internas como un movimiento correctivo, y obtuvo algunos resultados. Trató de modernizar los sectores agrícola e industrial de Siria; uno de sus principales logros fue la finalización de la presa de Tabqa en el río Éufrates en 1974. Una de las presas más grandes del mundo, su embalse se llamó lago al-Ásad. El embalse aumentó la irrigación de las tierras cultivables, proporcionó electricidad y fomentó el desarrollo industrial y técnico en Siria. Muchos campesinos y trabajadores recibieron mayores ingresos, seguridad social y mejores servicios de salud y educación. La clase media urbana, que se había visto perjudicada por la política del gobierno de Jadid, tuvo nuevas oportunidades económicas.
En 1977, era evidente que, a pesar de algunos éxitos, las reformas políticas de Ásad habían fracasado en gran medida. Esto se debió en parte a la política exterior de Ásad, a políticas fallidas, a fenómenos naturales y a la corrupción. Persistieron dificultades socioeconómicas crónicas y aparecieron otras nuevas. La ineficiencia, la mala gestión y la corrupción en el gobierno, en los sectores público y privado, el analfabetismo, la educación deficiente (sobre todo en las zonas rurales), la creciente emigración de profesionales, la inflación, un creciente déficit comercial, un alto costo de vida y la escasez de bienes de consumo eran algunos de los problemas que enfrentaba el país. La carga financiera que ha supuesto la intervención de Siria en el Líbano desde 1976 ha contribuido a agravar los problemas económicos, fomentando la corrupción y el mercado negro. La nueva clase de empresarios y corredores se ha relacionado con altos oficiales militares (incluido el hermano de Ásad, Rifaat) en el contrabando desde el Líbano, lo que ha afectado a los ingresos del gobierno y ha fomentado la corrupción entre los altos funcionarios del gobierno.
A principios de los años 80, la economía siria empeoró; a mediados de 1984, la crisis alimentaria era grave y la prensa estaba llena de quejas. El gobierno de Ásad buscó una solución, argumentando que la escasez de alimentos podía evitarse con una planificación económica cuidadosa. La crisis alimentaria continuó hasta agosto, a pesar de las medidas gubernamentales. Siria carecía de azúcar, pan, harina, madera, hierro y equipos de construcción; esto dio lugar a un aumento de los precios, largas colas y un mercado negro desenfrenado. El contrabando de mercancías desde el Líbano se convirtió en algo común. El gobierno de Ásad intentó combatir el contrabando, encontrando dificultades debido a la participación de su hermano Rifaat en la corrupción. En julio de 1984, el gobierno formó un efectivo escuadrón anticontrabando para controlar las fronteras entre Líbano y Siria. El Destacamento de Defensa comandado por Rifaat al-Ásad desempeñó un papel destacado en el contrabando, importando mercancías por valor de 400.000 dólares al día. El escuadrón anticontrabando confiscó mercancías por valor de 3,8 millones de dólares durante su primera semana.
La economía siria creció entre un cinco y un siete por ciento a principios de los años noventa; las exportaciones aumentaron, la balanza comercial mejoró, la inflación se mantuvo moderada (entre un 15 y un 18 por ciento) y las exportaciones de petróleo aumentaron. En mayo de 1991, el gobierno de Ásad liberalizó la economía siria, lo que estimuló la inversión privada nacional y extranjera. La mayoría de los inversores extranjeros eran estados árabes del Golfo Pérsico, ya que los países occidentales aún tenían problemas políticos y económicos con el país. Los estados del Golfo invirtieron en proyectos de infraestructura y desarrollo; debido a la ideología socialista del Partido Baas, el gobierno de Ásad no privatizó las empresas estatales.
Siria entró en recesión a mediados de los años 90. Varios años después, su crecimiento económico fue de alrededor del 1,5 por ciento, lo que no fue suficiente, ya que el crecimiento demográfico se situó entre el 3 y el 3,5 por ciento. Otro síntoma de la crisis fue el estatismo en el comercio exterior. La crisis económica de Siria coincidió con una recesión en los mercados mundiales. Una caída de los precios del petróleo en 1998 asestó un duro golpe a la economía siria; cuando los precios del petróleo subieron al año siguiente, la economía siria se recuperó parcialmente. En 1999, una de las peores sequías en un siglo provocó una caída del 25-30 por ciento en el rendimiento de los cultivos en comparación con 1997 y 1998. El gobierno de Ásad puso en marcha medidas de emergencia, incluidos préstamos y compensaciones a los agricultores y la distribución de forraje gratuito para salvar a las ovejas y el ganado. Sin embargo, esas medidas fueron limitadas y no tuvieron un efecto mensurable en la economía.
El gobierno de Ásad intentó reducir el crecimiento demográfico, pero sólo tuvo un éxito marginal. Una señal del estancamiento económico fue la falta de progreso de Siria en las negociaciones con la UE para llegar a un acuerdo. La causa principal de este fracaso fue la dificultad del país para cumplir las exigencias de la UE de abrir la economía e introducir reformas. Marc Pierini, jefe de la delegación de la UE en Damasco, dijo que si la economía siria no se modernizaba no se beneficiaría de unos vínculos más estrechos con la UE. El gobierno de Assad dio a los funcionarios un aumento salarial del 20 por ciento en el aniversario del movimiento correctivo que lo llevó al poder. Aunque la prensa extranjera criticó la renuencia de Siria a liberalizar su economía, el gobierno de Ásad se negó a modernizar el sistema bancario, permitir la existencia de bancos privados y abrir una bolsa de valores.

### Política exterior

#### Guerra de Yom Kipur

##### Planificación
Desde la derrota árabe en la Guerra de los Seis Días, Ásad estaba convencido de que los israelíes habían ganado la guerra mediante subterfugios; después de obtener el poder, su principal prioridad en política exterior fue recuperar el territorio árabe perdido en la guerra. Ásad reafirmó el rechazo de Siria a la Resolución 242 del Consejo de Seguridad de las Naciones Unidas de 1967 porque creía que representaba la "liquidación de la cuestión palestina". Creía, y siguió creyendo hasta mucho tiempo después de su mandato, que la única manera de lograr que Israel negociara con los árabes era a través de la guerra.
Cuando Ásad tomó el poder, Siria estaba aislada; al planear un ataque contra Israel, buscó aliados y material de guerra. Diez semanas después de llegar al poder, Ásad visitó la Unión Soviética. Los dirigentes soviéticos se mostraban cautelosos a la hora de suministrar fondos al gobierno sirio, pues veían el ascenso de Äsad al poder con reservas y creían que se inclinaba más hacia Occidente que Jadid. Aunque pronto comprendió que la relación soviética con los árabes nunca sería tan profunda como la de Estados Unidos con Israel, necesitaba sus armas. A diferencia de sus predecesores (que intentaron ganar el apoyo soviético con políticas socialistas), Ásad estaba dispuesto a dar a los soviéticos una presencia estable en Medio Oriente a través de Siria, acceso a las bases navales sirias (dándoles un papel en el proceso de paz) y ayuda para reducir la influencia estadounidense en la región. Los soviéticos respondieron enviando armas a Siria. La nueva relación dio frutos y entre febrero de 1971 y octubre de 1973 Ásad se reunió varias veces con el líder soviético Leonid Brézhnev.
Ásad creía que Siria no tendría ninguna posibilidad en una guerra contra Israel sin la participación egipcia. Creía que si la República Árabe Unida no se hubiera derrumbado, los árabes ya habrían liberado Palestina. Para una guerra contra Israel, Siria necesitaba establecer otro frente. Sin embargo, en ese momento las relaciones de Siria con Egipto y Jordania eran, en el mejor de los casos, inestables. La planificación de la guerra comenzó en 1971 con un acuerdo entre Ásad y Anwar Sadat. Al principio, la renovada alianza egipcio-siria se basó en la propuesta Federación de Repúblicas Árabes (FAR), una federación que inicialmente abarcaba a Egipto, Libia, Sudán (que se retiró poco después de la primera cumbre de las FAR) y Siria. Ásad y Sadat utilizaron las cumbres de las FAR para planificar la estrategia de guerra y en 1971 habían nombrado al general egipcio Muhammad Sadiq comandante supremo de ambos ejércitos. Entre 1972 y 1973, los países llenaron sus arsenales y entrenaron sus ejércitos. En una reunión secreta del Consejo Militar egipcio-sirio celebrada del 21 al 23 de agosto de 1973, los dos jefes de Estado Mayor (el sirio Youssef Chakkour y el egipcio Saad el-Shazly) firmaron un documento en el que declaraban su intención de declarar la guerra contra Israel. Durante una reunión de Ásad, Sadat y sus respectivos ministros de Defensa (Tlass y Hosni Mubarak) los días 26 y 27 de agosto, los dos líderes decidieron ir a la guerra juntos.
Egipto fue a la guerra por una razón diferente a la de Siria. Mientras Ásad quería recuperar el territorio árabe perdido, Sadat deseaba fortalecer la posición de Egipto en su política de paz hacia Israel. Los sirios fueron engañados por Sadat y los egipcios, lo que jugaría un papel importante en la derrota árabe. El jefe del Estado Mayor egipcio, Shazly, estuvo convencido desde el principio de que Egipto no podría montar una ofensiva a gran escala con éxito contra Israel; por lo tanto, hizo campaña a favor de una guerra limitada. Sadat sabía que Ásad no participaría en la guerra si conociera sus verdaderas intenciones. Desde el colapso de la RAU, los egipcios criticaron al gobierno Baazista; lo consideraban un aliado poco confiable.

##### La guerra

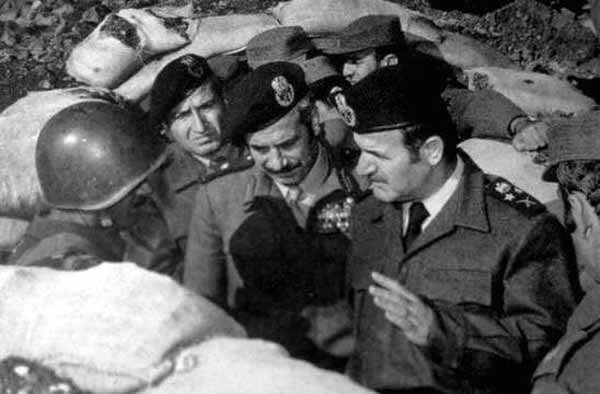
Ásad y Mustafa Tlass en el frente del Golán, octubre de 1973

A las 14:05 del 6 de octubre de 1973, fuerzas egipcias (atacando a través de la península del Sinaí) y fuerzas sirias (atacando los Altos del Golán) cruzaron la frontera hacia Israel y penetraron las líneas de defensa israelíes. Las fuerzas sirias en los Altos del Golán se enfrentaron a combates más intensos que sus homólogas egipcias, pero el 8 de octubre habían logrado atravesar las defensas israelíes. Los primeros éxitos del ejército sirio se debieron a su cuerpo de oficiales (donde los oficiales eran promovidos por mérito y no por motivos políticos) y a su capacidad para manejar armamento soviético avanzado: tanques, baterías de artillería, aviones, misiles portátiles, el arma antitanque Sagger y el sistema antiaéreo 2K12 Kub en lanzadores móviles. Con la ayuda de estas armas, Egipto y Siria derrotaron la supremacía blindada y aérea de Israel. Egipto y Siria fueron los primeros en anunciar la guerra al mundo, acusando a Israel de iniciarla, conscientes de la importancia de evitar aparecer como el agresor (Israel acusó a las potencias árabes de iniciar la Guerra de los Seis Días cuando lanzaron la Operación Foco). En cualquier caso, los primeros éxitos sirios ayudaron a rectificar la pérdida de prestigio que habían sufrido tras la Guerra de los Seis Días.
La principal razón de este cambio de suerte fue la pausa operativa de Egipto del 7 al 14 de octubre. Después de capturar partes del Sinaí, la campaña egipcia se detuvo y los sirios se quedaron solos luchando contra los israelíes. Los dirigentes egipcios, creyendo que habían cumplido sus objetivos bélicos, se atrincheraron. Aunque sus primeros éxitos en la guerra los sorprendieron, el ministro de Guerra, general Ahmad Ismail Ali, recomendó cautela. En Siria, Ásad y sus generales esperaban que los egipcios actuaran. Cuando el gobierno israelí se enteró de la modesta estrategia de guerra de Egipto, ordenó una "acción continua inmediata" contra el ejército sirio. Según Patrick Seale, "durante tres días, 7, 8 y 9 de octubre, las tropas sirias en el Golán se enfrentaron a toda la furia de la fuerza aérea israelí mientras, desde el amanecer hasta el anochecer, oleada tras oleada de aviones descendían para bombardear, ametrallar y lanzar napalm sobre su concentración de tanques y sus transportadores de combustible y municiones hasta la Línea Púrpura". El 9 de octubre, los sirios se estaban retirando detrás de la Línea Púrpura (la frontera entre Israel y Siria desde la Guerra de los Seis Días). El 13 de octubre la guerra estaba perdida, pero (a diferencia de la Guerra de los Seis Días) los sirios no fueron aplastados; esto le valió a Ásad respeto en Siria y en el extranjero.
El 14 de octubre, Egipto inició una ofensiva limitada contra Israel por razones políticas. Sadat necesitaba a Ásad de su lado para que su política de paz con Israel tuviera éxito, y la acción militar como medio para alcanzar un fin. La nueva ofensiva militar egipcia fue un error de planificación. Una semana después, debido a la inactividad egipcia, los israelíes se habían organizado y los árabes habían perdido su ventaja más importante. Aunque la ofensiva militar dio esperanza a Ásad, esto era una ilusión: los árabes ya habían perdido la guerra militarmente. El comportamiento de Egipto durante la guerra provocó fricciones entre Ásad y Sadat. Ásad, todavía inexperto en política exterior, creía que la alianza egipcio-siria se basaba en la confianza y no comprendía la duplicidad de Egipto. Aunque no fue hasta después de la guerra que Ásad se enteró de que Sadat estaba en contacto con el asesor de seguridad nacional estadounidense, Henry Kissinger, casi a diario durante la guerra, las semillas de la desconfianza ya se habían sembrado. En esa época, Sadat pidió un acuerdo de alto el fuego liderado por Estados Unidos entre Egipto, Siria e Israel; sin embargo, no sabía que, bajo el mandato de Kissinger, Estados Unidos se había convertido en un firme partidario de Israel.

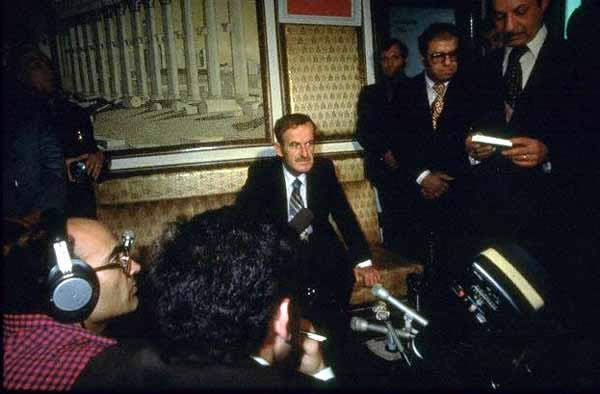
Ásad furioso tras la visita de Sadat a Israel, 1977

El 16 de octubre, Sadat, sin decirle nada a Ásad, pidió un alto el fuego en un discurso ante la Asamblea Popular, el órgano legislativo egipcio. Ásad no sólo estaba sorprendido sino que no podía comprender por qué Sadat confiaba en "la buena voluntad estadounidense para obtener un resultado satisfactorio". El primer ministro soviético Alexei Kosygin visitó El Cairo e instó a Sadat a aceptar un alto el fuego sin la condición de la retirada israelí de los territorios ocupados. Aunque Sadat se mostró reacio al principio, Kosygin regresó el 18 de octubre con imágenes satelitales que mostraban 300 tanques israelíes en territorio egipcio. El golpe a la moral de Sadat fue tal que envió un cable a Ásad diciéndole indirectamente que toda esperanza estaba perdida. Ásad, que estaba en mejor posición, seguía siendo optimista. Bajo la influencia soviética, Egipto pidió un alto el fuego el 22 de octubre de 1973, negociaciones directas entre las partes en conflicto y la aplicación de la Resolución 242 del Consejo de Seguridad de las Naciones Unidas. La resolución de alto el fuego no exigía la retirada israelí de sus territorios ocupados. Ásad estaba molesto porque no había sido informado de antemano del cambio de política de Sadat (que los afectaba a ambos). El 23 de octubre, el gobierno sirio aceptó el alto el fuego, dejando clara su interpretación de la Resolución 338 de la ONU (retirada de las tropas israelíes de los territorios ocupados y salvaguarda de los derechos palestinos).

#### Guerra civil libanesa
| No fuimos al Líbano para lograr ambiciones regionales ni por motivos egoístas u oportunistas. Por el contrario, lo hicimos a costa de nuestra economía y de nuestro pan de cada día.——Ásad analiza la intervención de Siria en el Líbano |

Siria intervino en el Líbano en 1976 durante la guerra civil que comenzó en 1975. Con los acuerdos de paz entre Egipto e Israel, Siria era el único estado vecino que amenazaba a Israel. Siria inicialmente intentó mediar en el conflicto; cuando eso fracasó, Assad ordenó al Ejército por la Liberación de Palestina (ELP), una fuerza regular con base en Siria con oficiales sirios, enviar tropas al Líbano para restablecer el orden. En esa época, el gobierno israelí abrió sus fronteras a los refugiados maronitas en el Líbano para fortalecer su influencia regional. En todo el país se produjeron enfrentamientos entre el ELP, leal a Siria, y militantes. A pesar del apoyo sirio y la mediación de Khaddam, Rashid Karami (el primer ministro musulmán sunita del Líbano) no tuvo suficiente apoyo para nombrar un gabinete.
A principios de 1976, los políticos libaneses pidieron ayuda a Ásad para forzar la renuncia de Suleiman Frangieh, el presidente cristiano del Líbano. Aunque Ásad estaba abierto al cambio, resistió los intentos de algunos políticos libaneses de involucrarlo en el derrocamiento de Frangieh; cuando el general Abdul Aziz al-Ahdāb intentó tomar el poder, las tropas sirias lo detuvieron. Mientras tanto, los izquierdistas radicales libaneses estaban ganando terreno en el conflicto militar. Kamal Jumblatt, líder del Movimiento Nacional Libanés (MNL), creía que su fuerte posición militar obligaría a Frangieh a dimitir. Ásad no deseaba una victoria izquierdista en el Líbano que fortaleciera la posición de los palestinos. Tampoco quería una victoria de la derecha, sino buscar una solución intermedia que salvaguardara al Líbano y a la región. Cuando Jumblatt se reunió con Ásad el 27 de marzo de 1976, intentó persuadirlo para que le permitiera "ganar" la guerra; Ásad respondió que debía entrar en vigor un alto el fuego para garantizar la celebración de elecciones presidenciales de 1976. Mientras tanto, por órdenes de Ásad, Siria envió tropas al Líbano sin aprobación internacional.
Aunque Yasir Arafat y la OLP no habían tomado oficialmente partido en el conflicto, varios miembros de la OLP estaban luchando con el MNL. Assad intentó alejar a Arafat y a la OLP del Líbano, amenazándolo con cortar la ayuda siria. Las dos partes no pudieron llegar a un acuerdo. Cuando Frangieh dimitió en 1976, Siria presionó a los miembros del parlamento libanés para que eligieran presidente a Elias Sarkis. Un tercio de los miembros del parlamento libanés (principalmente partidarios de Raymond Edde) boicotearon las elecciones para protestar contra la interferencia estadounidense y siria.
El 31 de mayo de 1976, Siria inició una intervención a gran escala en el Líbano para (según la versión oficial siria) poner fin al bombardeo de las ciudades maronitas de Qubayat y Aandqat. Antes de la intervención, Ásad y el gobierno sirio eran uno de varios intereses en el Líbano; después, fueron los factores que controlaban la política libanesa. Por orden de Ásad, la presencia de tropas sirias aumentó lentamente hasta llegar a 30.000. Siria recibió la aprobación para la intervención de Estados Unidos e Israel para ayudarlos a derrotar a las fuerzas palestinas en el Líbano. El grupo baazista As-Saika y la brigada Hittīn del ELP lucharon contra los palestinos que se pusieron del lado del MNL.
Una semana después de la intervención en Siria, los líderes cristianos emitieron una declaración de apoyo.
Los líderes musulmanes establecieron un comando conjunto de todos los grupos palestinos excepto As-Saika, que fue expulsado por la OLP a su bastión cerca del aeropuerto principal. Poco después, As-Saika y otras fuerzas izquierdistas de Damasco fueron absorbidas por el ejército sirio. El 8 de junio de 1976, las fuerzas sirias fueron rechazadas desde Sidón, encontrando una fuerte resistencia en Beirut por parte del MNL. Sin embargo, las acciones de Ásad enfurecieron a gran parte del mundo árabe y la visión de Siria intentando eliminar a la OLP le generó críticas. Hubo considerable hostilidad hacia la alianza de Ásad con los maronitas en Siria. Como resultado, el gobierno sirio pidió a la Liga Árabe ayuda en el conflicto. La Liga Árabe comenzó a meditar y estableció la Fuerza Árabe de Disuasión (FAD) para mantener la paz. La estrategia siria en este momento fue debilitar gradualmente al MNL y a sus colaboradores palestinos y seguir apoyando a la milicia cristiana. Sin embargo, los sirios no pudieron capturar el bastión del MNL en Aley antes de que la Liga Árabe pidiera un alto el fuego el 17 de octubre. La Liga Árabe reforzó a la FAD a 30.000 soldados, la mayoría sirios. Aunque continuaron algunos combates intensos, en diciembre de 1976 y enero de 1977 la mayoría de los grupos palestinos y libaneses habían desechado su armamento pesado. Según Charles Winslow, la "fase principal" de la guerra civil libanesa había terminado en 1977; hasta principios de la década de 1990, la mayor parte de la violencia se atribuía a guerras territoriales, por poderes, entre comunidades y entre Estados. Ásad utilizó el terrorismo y la intimidación para extender su control sobre el Líbano. Jumblatt murió en un asesinato en 1977 supuestamente ordenado por Siria; en 1982, agentes sirios asesinaron al presidente libanés Bachir Gemayel (a quien los israelíes ayudaron a llegar al poder durante la Guerra del Líbano de 1982). Jumblatt y Gemayel habían resistido los intentos de Ásad de dominar el Líbano. Ásad provocó el fracaso del acuerdo de 1983 entre Líbano e Israel y, mediante una guerra de guerrillas indirecta, obligó a las Fuerzas de Defensa de Israel a retirarse al sur del Líbano en 1985. El terrorismo contra palestinos y objetivos jordanos a mediados de la década de 1980 frustró el acercamiento entre el Rey Hussein de Jordania y la OLP, desacelerando la cooperación jordano-israelí en Cisjordania.

#### Guerra del Golfo
Cuando Sadam Huseín invadió Kuwait en agosto de 1990, Ásad se puso del lado de Kuwait y consideró que la agresión iraquí constituía una grave amenaza para los intereses de Siria. Ásad y Huseín se odiaban desde hacía mucho tiempo, y Ásad pensaba que Siria sería el próximo objetivo de Hussein si ganaba en Kuwait. Como resultado, Siria se unió a la coalición liderada por Estados Unidos y envió hasta 20.000 tropas para defender a Arabia Saudita.

## Sucesión y muerte

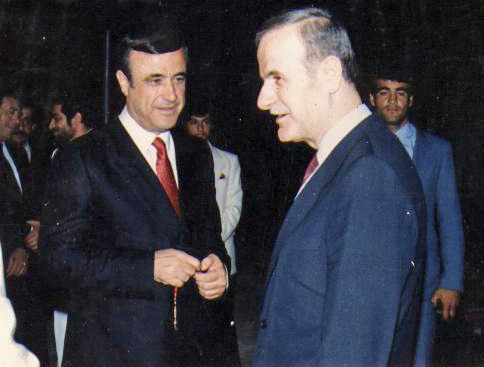
Rifaat al-Ásad con Hafez al-Ásad, 1980

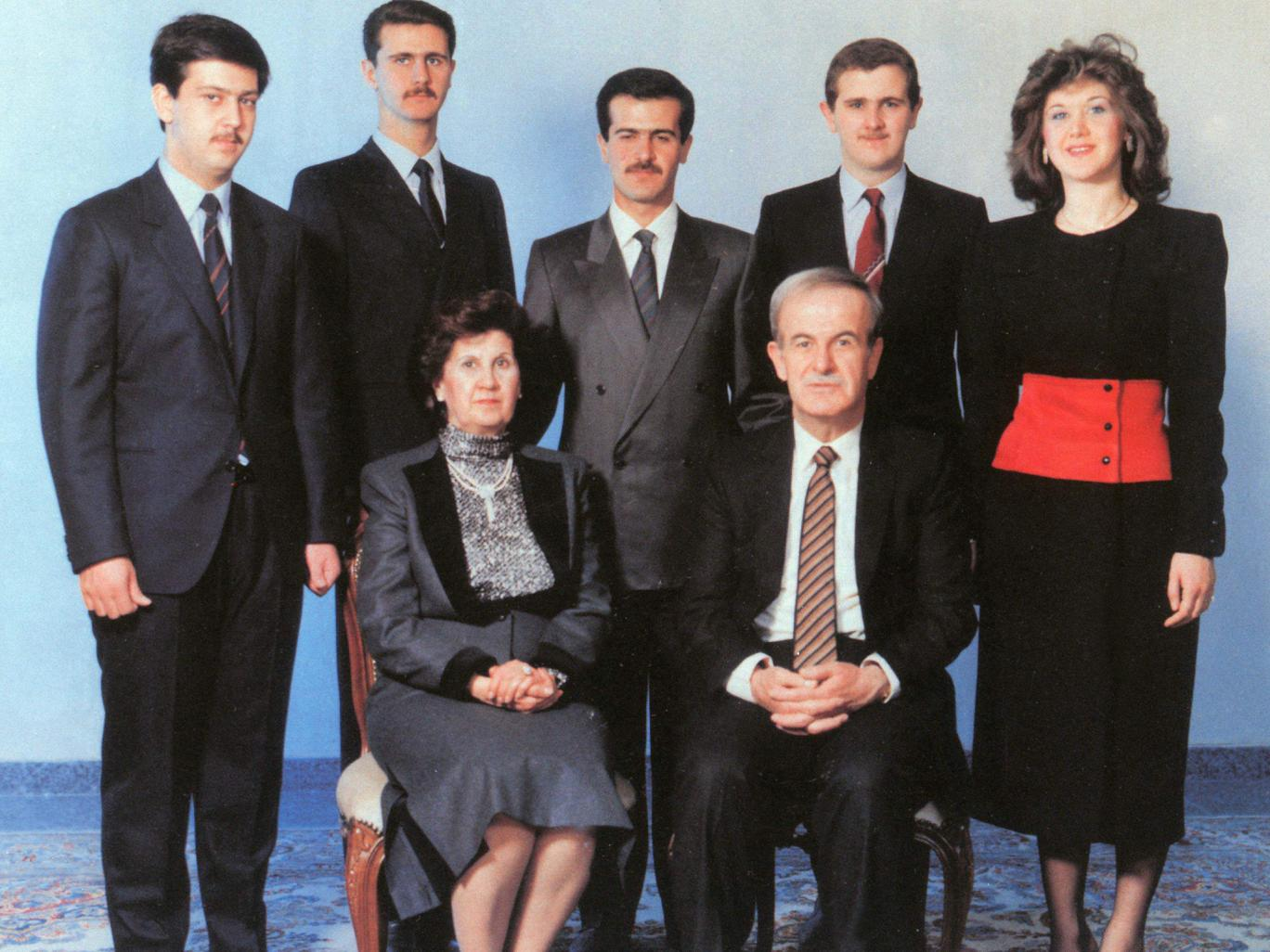
Ásad y su esposa, Anisa Makhlouf; fila de atrás, de izquierda a derecha: Maher, Bashar, Basel, Majd y Bushra al-Ásad, alrededor de 1992-93

La primera opción de Hafez para suceder a su hermano Rifaat al-Ásad, una idea que planteó ya en 1980, y el intento de golpe de Estado de su hermano debilitó la estructura de poder institucionalizada en la que basó su gobierno.En lugar de cambiar su política, Hafez intentó proteger su poder perfeccionando su modelo de gobierno. Le dio un papel más importante a Basel al-Ásad, de quien se rumoreaba que sería el sucesor planeado de su padre; esto encendió celos dentro del gobierno.
En una reunión militar de 1994, el Jefe del Estado Mayor Shihabi dijo que, como Hafez quería normalizar las relaciones con Israel, el ejército sirio tenía que retirar sus tropas de los Altos del Golán. Haydar respondió enojado: "Nos hemos convertido en nada. Ni siquiera nos consultaron". Cuando se enteró del arrebato de Haydar, Hafez lo reemplazó como comandante de las Fuerzas Especiales por el mayor general alauita Ali Habib. Según se informa, Haydar también se opuso a la sucesión dinástica, manteniendo sus opiniones en secreto hasta después de la muerte de Basel en 1994 (cuando Hafez eligió a Bashar al-Ásad para sucederlo); luego criticó abiertamente los planes de sucesión de Hafez.
Abdul Halim Khaddam, ministro de Asuntos Exteriores de Siria entre 1970 y 1984, se opuso a la sucesión dinástica porque consideraba que no era socialista. Khaddam ha dicho que Ásad nunca discutió sus intenciones sobre la sucesión con los miembros del Comando Regional. En la década de 1990, la facción sunita del liderazgo estaba envejeciendo; los alauitas, con la ayuda de Ásad, habían recibido una nueva base. Los sunitas estaban en desventaja porque muchos se oponían a cualquier tipo de sucesión dinástica.
| Tras la enfermedad [de Ásad] [en 1983], este asunto era demasiado delicado para ser tratado. Su amor por la familia era aún más fuerte que su deber como presidente. La decisión fue un grave error. Esta decisión contradecía totalmente todas las leyes y regulaciones de Siria. A finales de la década de 1990, cuando su enfermedad empeoraba, este sentimiento se acentuó cada vez más.——Abdul Halim Khaddam, sobre los planes de sucesión de Ásad |

Cuando regresó a Siria, Bashar al-Ásad se inscribió en la Academia Militar de Homs.Fue rápidamente ascendido a comandante de brigada y sirvió durante un tiempo en la Guardia Republicana. Estudió la mayoría de las materias militares, "incluyendo comandante de batallón de tanques, comando y estado mayor" (las dos últimas de las cuales eran requeridas para un alto mando en el ejército sirio). Bashar al-Ásad fue ascendido a teniente coronel en julio de 1997 y a coronel en enero de 1999.Fuentes oficiales atribuyen el rápido ascenso de Bashar a su "excelencia general en el curso de oficiales de estado mayor y al excelente proyecto final que presentó como parte del curso de mando y estado mayor". Con el entrenamiento de Bashar, Hafez nombró una nueva generación de oficiales de seguridad alauitas para asegurar sus planes de sucesión. El reemplazo de Shihabi por Aslan como jefe de Estado Mayor el 1 de julio de 1998 (el mundo exterior consideraba a Shihabi un sucesor potencial) marcó el final de la larga revisión del aparato de seguridad.

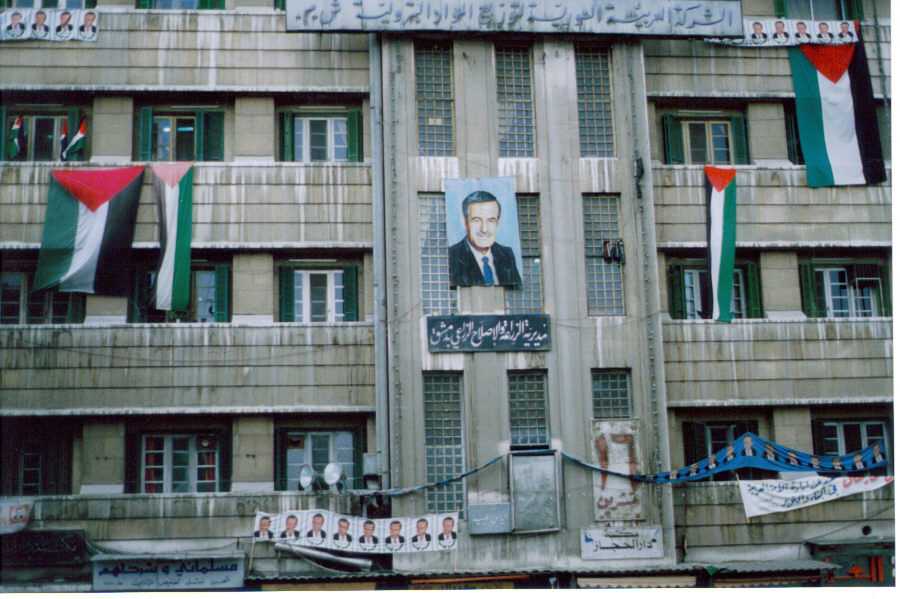
Retratos de Hafez al-Ásad en un edificio sirio, 1992

El escepticismo hacia el plan de sucesión dinástica de Hafez era generalizado dentro y fuera del gobierno, y los críticos señalaban que Siria no era una monarquía.En 1998, Bashar al-Ásad había logrado avances en el Partido Baaz, asumiendo la cartera de Líbano de Khaddam (cargo que había ocupado desde los años 1970). En diciembre de 1998, Bashar al-Ásad había reemplazado a Rafiq al-Hariri, primer ministro del Líbano y uno de los protegidos de Khaddam, por Selim al-Hoss.Varios protegidos de Hafez, que habían servido desde 1970 o antes, fueron destituidos de sus cargos entre 1998 y 2000. Fueron despedidos no por deslealtad hacia Hafez, sino porque Hafez pensó que no apoyarían plenamente la sucesión de Bashar al-Ásad. Entre los "jubilados" se encontraban Muhammad al-Khuli, Nassir Khayr Bek y Ali Duba.Entre los nuevos designados (leales a Bashar) estaban Bahjat Sulayman, el mayor general Hassan Khalil y el mayor general Assef Shawkat (yerno de Ásad).
A finales de la década de 1990, la salud de Hafez se había deteriorado. Los diplomáticos estadounidenses dijeron que Hafez tenía dificultades para mantenerse concentrado y parecía cansado durante sus reuniones; se le consideraba incapaz de funcionar durante más de dos horas al día. Debido a su creciente aislamiento de los asuntos estatales, el gobierno se acostumbró a trabajar sin su participación en los asuntos cotidianos. Supuestamente casi todas sus tareas administrativas e incluso gran parte de la toma de decisiones importantes estaban siendo delegadas a su hija, Bushra, quien instaló su propia oficina junto a su padre en el Palacio Presidencial. Bushra, quien durante mucho tiempo se creyó que había sido la hija favorita de Hafez y, de no haber sido por su sexo, la candidata preferida para la sucesión, tenía una visión negativa hacia la capacidad de Bashar para suceder a Hafez y supuestamente estaba preparando su propio intento de acumular poder para sucederlo. Su portavoz ignoró las especulaciones y la rutina oficial de Hafez en 1999 fue básicamente la misma que en la década anterior. Hafez siguió celebrando reuniones y viajando al extranjero ocasionalmente; visitó Moscú en julio de 1999.
El 26 de marzo de 2000, Hafez se embarcó en otro raro viaje al extranjero, a Ginebra, para reunirse con el presidente estadounidense Bill Clinton.

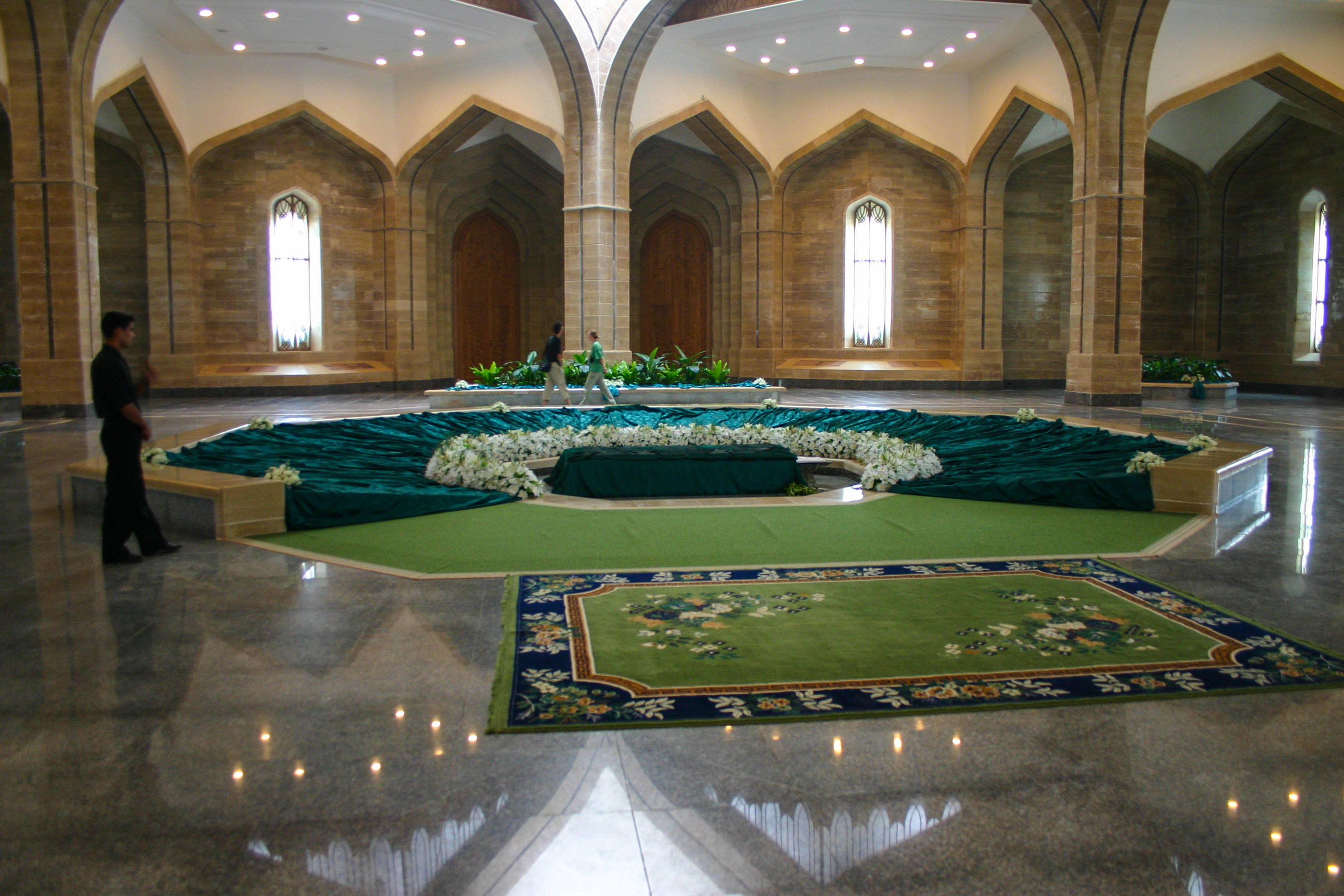
Mausoleo de Ásad en Qardaha antes de su destrucción

El 10 de junio de 2000, a la edad de 69 años, Hafez al-Ásad murió de un ataque cardíaco mientras hablaba por teléfono con el primer ministro libanés Selim al-Hoss. En Siria se declaró un período de luto de 40 días y, posteriormente, de 7 días en el Líbano. Egipto, Irán, Jordania, Omán, Palestina, Libia, Marruecos, Emiratos Árabes Unidos, Yemen, Kuwait y Catar anunciaron tres días de luto nacional. Su funeral se celebró tres días después.
Ásad estuvo enterrado con su hijo, Basel, en un mausoleo en su ciudad natal de Qardaha. Después de la muerte de Hafez al-Ásad, el poder fue transferido a su hijo Bashar al-Ásad con el apoyo de los leales al Baaz, convirtiendo a Siria en la primera república árabe en establecer un sistema dinástico.

## Destrucción de su tumba
El 11 de diciembre de 2024, tras el derrocamiento de su hijo Bashar en la guerra civil siria, los rebeldes sirios destruyeron el mausoleo donde se encontraban su cuerpo, excavaron su tumba y acto seguido la prendieron fuego, mientras gritaban consignas en contra de la dinastía Ásad y pateaban el ataúd.  Los rebeldes sirios robaron su cuerpo y lo trasladaron hasta un lugar desconocido.